# Duomo di Siracusa
Il duomo di Siracusa, ufficialmente Cattedrale Metropolitana della Natività di Maria Santissima, è il principale luogo di culto cattolico della città di Siracusa e sede arcivescovile dell'omonima arcidiocesi metropolitana.
Sorge sulla parte elevata dell'isola di Ortigia, incorporando l'Athenaion, in stile dorico, il principale tempio sacro della polis di Syrakousai, dedicato ad Atena.
Nel VII secolo, il tempio fu trasformato in basilica cristiana.
La chiesa è entrata a far parte dei beni protetti dall'UNESCO in quanto patrimonio dell'umanità. Il suo stile è all'esterno principalmente barocco e rococò, mentre al suo interno alterna parti risalenti all'epoca siceliota, poiché appartenenti al tempio greco e parti risalenti all'epoca medievale, costruite dai Normanni. La struttura interna è composta in diverse navate e cappelle, le quali hanno uno stile classico e decorato, tipico del barocco anch'esso.
Custodisce statue, reliquie e spoglie di santi, martiri e nobili siracusani. I suoi arredi hanno visto il susseguirsi di artisti provenienti da più parti d'Italia e dall'estero. Da sempre simbolo della religiosità siracusana, la cattedrale attraversò le varie fasi storiche e culturali della città.

## Storia

### Il luogo
(Lawrence Durrell parla della Cattedrale di Siracusa)

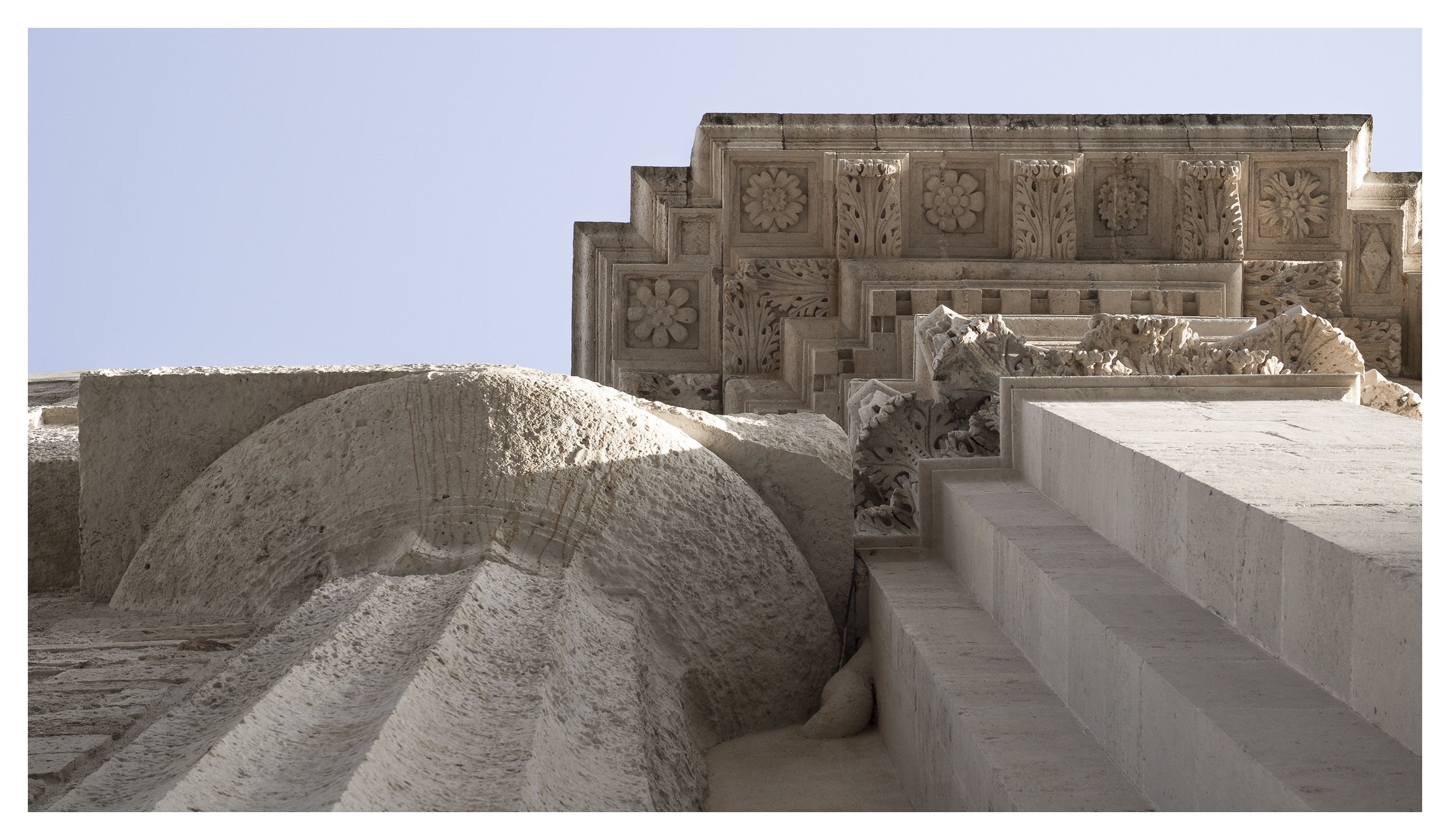
Vista del prospetto laterale esterno: incorporamento delle colonne greche del tempio di Atena

Il sito dove sorge il Duomo o Cattedrale di Siracusa lo si può definire unico nel suo genere, in quanto è stato ininterrottamente il fulcro della sacralità principale della città di Siracusa. La storia di questo sito inizia già in tempi pre-greci, quando i siculi vennero a insediarvisi. Poi vi sorse nei suoi pressi un tempio jonico, raro in Italia e in Europa, con somiglianze e analogie allo stile architettonico orientale. Agli archeologi queste scoperte facevano capire come quell'area fosse considerata sacra e importante per gli antichi siracusani. Poi vi arrivò Gelone, il primo tiranno di Siracusa, e vi eresse un tempio dorico, imponente, il più importante della polis, e fu dedicato ad Atena.
Il sito mantenne la sua funzione di zona sacra principale per tutto il periodo greco-siceliota e successivamente per quello romano, in quanto lo stesso Cicerone durante il suo soggiorno nella città aretusea affermò:
La solennità che il filosofo e giurista romano sembra voler dare a queste parole fanno ben intuire come quella zona rappresentasse ancora il centro religioso aretuseo. Inoltre la strada che portava al tempio era detta appunto la Hiera odòs (la via sacra, nome datole per i monumenti sacri che presentava). 

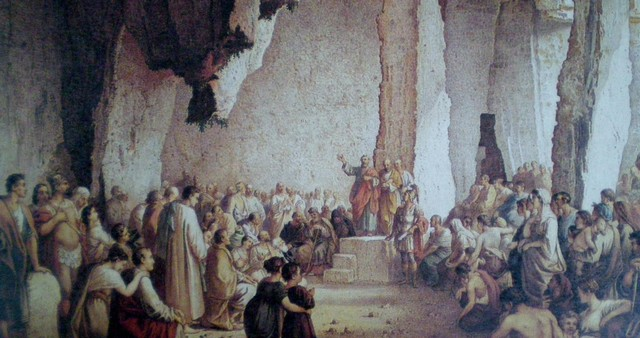
San Paolo predica ai siracusani presso le latomie della città, dipinto di Francesco Paolo Priolo.

Con l'avvento del cristianesimo il tempio divenne chiesa cristiana e una scritta scolpita nelle sue pareti all'interno ricorda tutt'oggi a chi la visita l'onere e la responsabilità che quelle mura ebbero di divenire il luogo che ospitò "la prima comunità cristiana a nascere in Europa", ovvero quella siracusana. Oltre ciò la cattedrale di Siracusa divenne la seconda chiesa dedicata a Cristo dopo quella di Antiochia.
L'imponente e significativo tempio di Atena era divenuto la prima chiesa cristiana dell'Occidente.
I greci bizantini impressero il loro stile nella nuova struttura cristiana, i musulmani successivamente, dopo la loro conquista e distruzione di Siracusa, risparmiarono il Duomo, ma lo mutarono nel luogo principale del loro culto islamico. La chiesa divenne moschea, subendo dunque le modifiche che richiedeva questo culto religioso.
Con i normanni la città ritrova il cristianesimo e quindi il Duomo riprende il suo ruolo principale di chiesa cattolica siracusana. I normanni ricostruiscono la chiesa e le danno una facciata nel loro stile architettonico; maestosa e austera viene definita.
Durante il terribile terremoto del 1693 che rase al suolo diverse città della Sicilia orientale, compresa gran parte di Siracusa, il Duomo però rimase in piedi e nonostante la sua facciata normanna venne distrutta, la sua struttura interna, comprese le colonne del tempio greco, rimasero salve.
L'epoca tardo-spagnola nella quale avvenne la ricostruzione della chiesa fece in modo che qui vi rimanessero impressi quello stile barocco che ancor oggi rimane apertamente visibile e che dà l'esatta percezione di ciò che fu quel complesso periodo storico siracusano. Durante gli anni difficili della seconda guerra mondiale la struttura della chiesa resistette ai bombardamenti mentre molte altre chiese siracusane crollarono sotto la follia della guerra.
Tutta questa resistenza e il suo rimanere sede sacra principale in tutti i secoli della storia, hanno fatto di questo Duomo un simbolo per i siracusani e sicuramente uno dei luoghi più singolari al mondo, in quanto non vi si trova in altro luogo un edificio che gli assomigli; né per dimensioni, né per vicissitudini storiche.
Il Duomo di Siracusa è uno dei pochi esempi ancora visibili di tale trasformazione. E ciò che veramente rende singolare questo luogo è la sua concentrazione, in ogni tempo, quale sede principale di religione, quale luogo sacro permanente per le civiltà che qui vi si susseguirono.

### Il Tempio di Atena

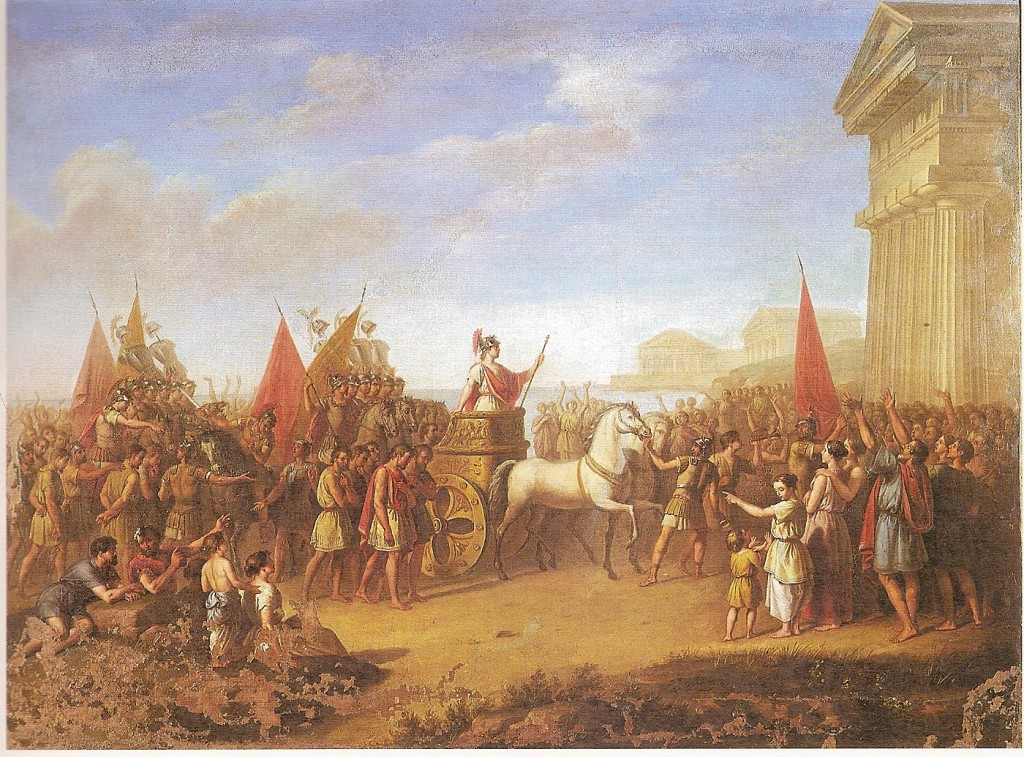
Gelone, il tiranno che fece erigere il Tempio di Atena

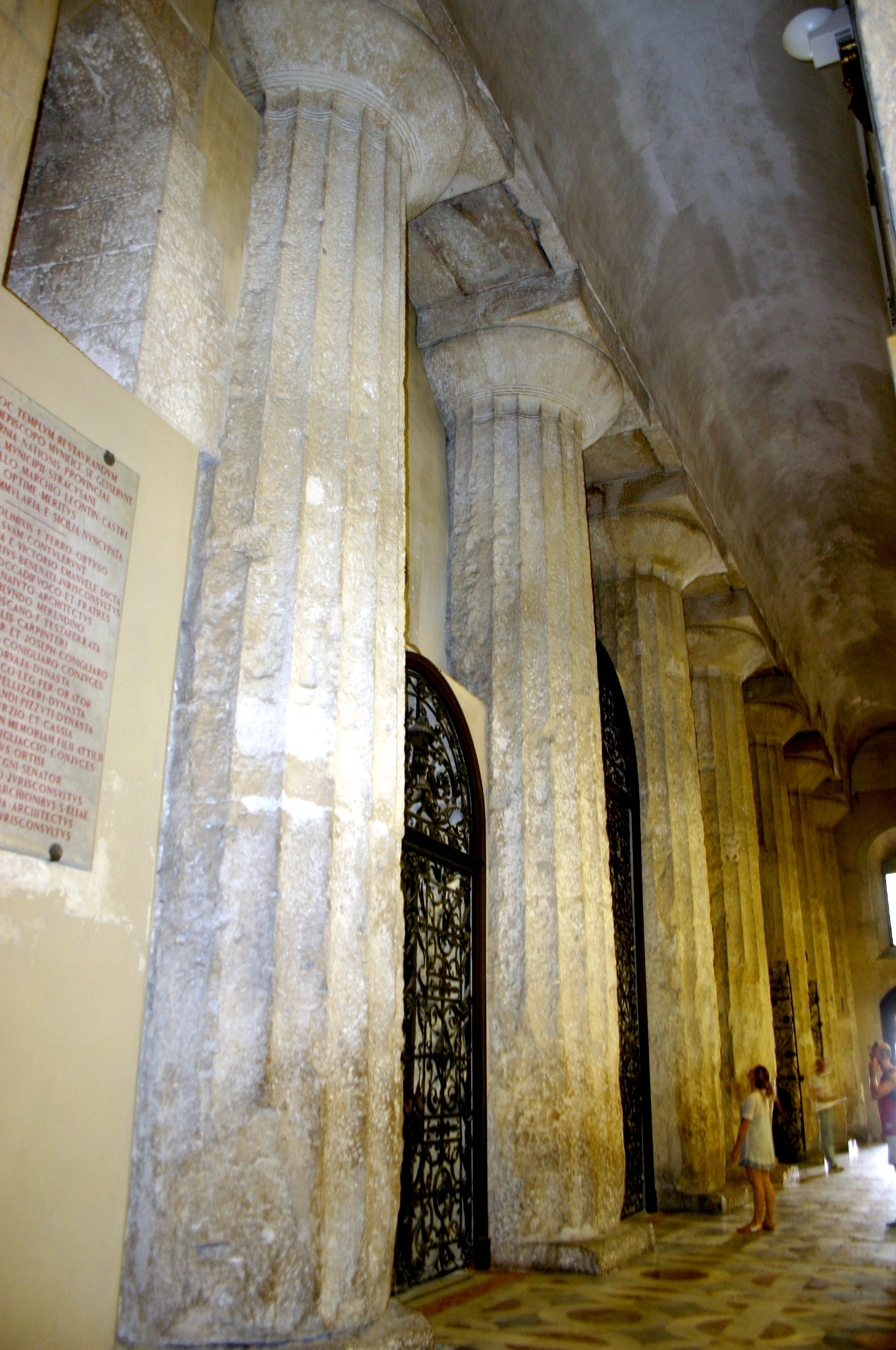
Le colonne doriche del Tempio di Atena all'interno del Duomo

Il tempio di Atena (o di Minerva), situato nel punto più alto dell'isola di Ortigia, è senza dubbio uno dei templi, se non l'unico, che può dirsi vissuto e adoperato dall'epoca classica fino all'epoca attuale; la gente che vi cammina quotidianamente, il pavimento lucido che lo circonda, la luce che vi filtra dalle finestre, le decine di colonne ancora intatte, lo rendono un caso unico nel suo genere. Sicuramente il tempio siracusano che meglio si è conservato nei secoli.
Il tempio era stato preceduto da un luogo di culto risalente all'VIII secolo a.C., con un altare portato alla luce negli scavi dell'inizio del XX secolo, e da un primo tempio della metà del VI secolo a.C. Il tempio di Atena, di ordine dorico fu eretto nel V secolo a.C. dal tiranno Gelone in seguito alla vittoria contro i Cartaginesi nella battaglia di Imera. L'Athenaion era esastilo (sei colonne in facciata) periptero (le colonne circondavano la cella su tutti e quattro i lati), con 14 colonne sui lati lunghi. Secondo Ateneo (scrittore greco antico) il frontone recava il grande scudo della dea in bronzo dorato. Questo scudo si dice fosse segnale di riferimento per tutti i naviganti che uscivano o entravano nelle acque di Siracusa. Scrive a tal proposito Ateneo:
Da Cicerone, che elenca gli ornamenti depredati da Gaio Licinio Verre, sappiamo che aveva decorazioni in avorio, borchie d'oro sulla porta e una serie di tavole dipinte che raffiguravano un combattimento di cavalleria tra Agatocle e i Cartaginesi e 27 ritratti dei tiranni della città.
Molti dei reperti archeologici ritrovati nel tempio (tegole in marmo, gocciolatoi a forma di testa di leone, l'altare), sono oggi visibili e custoditi all'interno del Museo archeologico regionale Paolo Orsi di Siracusa. Cicerone lo descrisse ampiamente quando venne a Siracusa per processare il pretore romano Verre; egli afferma infatti che il tempio custodiva tra le opere d'arte più preziose che la città siracusana avesse.
Gelone per fabbricare la parte alta del tempio aveva importato del pregiato marmo dalle isole Cicladi, in Grecia, e si era così accostato allo stile classico che stava nascendo nel continente egeo. Il tempio venne costruito con la roccia bianca calcarea siracusana e di sopra un sottile strato di stucco. Il sistema di fondazioni è definito tutt'oggi grandioso in quanto contava all'origine dei possenti muraglioni su cui gravava la cella e lo stilobate. Ancor oggi tali fondazioni risultano essere parte del sostegno del Duomo. La trabeazione mostrava triglifi e metope.
Attualmente all'esterno, restano visibili, sul fianco sinistro del duomo, alcune colonne con lo stilobate sul quale esse poggiavano, mentre all'interno dell'attuale Duomo sono altresì ben visibili 9 colonne del lato destro del periptero e le due antistanti la cella.

### Trasformazione in chiesa
(Lettera di Papa Leone X (1517))
La storia della chiesa siracusana ha origini apostoliche; in questa città infatti venne a predicare nel 61 l'apostolo Paolo di Tarso (poi divenuto San Paolo), come scritto nella bibbia per parola di Paolo stesso:
(Luca evangelista, Atti degli Apostoli versetto 28,12,)
Gli Atti poi non dicono cosa fece Paolo in città e questo silenzio ha creato non poca confusione nelle tesi storiche religiose, ma poiché Paolo era definito l'apostolo delle genti proprio perché predicava il vangelo ovunque andasse è quindi improbabile che non abbia predicato anche a Siracusa nei suoi tre giorni di permanenza. San Giovanni Crisostomo ricordò tale predicazione in due sue omelie.
Altra antica testimonianza della cristianità a Siracusa è data dalle catacombe; tra le più vaste al mondo, seconde solo a quelle di Roma. Il primo protovescovo della città si narra fu mandato direttamente dall'apostolo Pietro, nell'anno 39 da Antiochia, antica capitale della Siria, fu Marciano, poi divenuto San Marciano, tutt'oggi ricordato proprio nelle statue esterne del Duomo.
Furono i bizantini a mutare il più importante tempio pagano di Siracusa in una basilica paleocristiana, e fu il vescovo Zosimo di Siracusa (poi divenuto San Zosimo), nel 640, a trasferire dalla chiesa di San Giovanni alle catacombe alla neo basilica dell'isola di Ortigia, la sede della cattedrale siracusana e la dedicò alla “Natività di Maria”.

### Dall'epoca bizantina all'epoca moderna

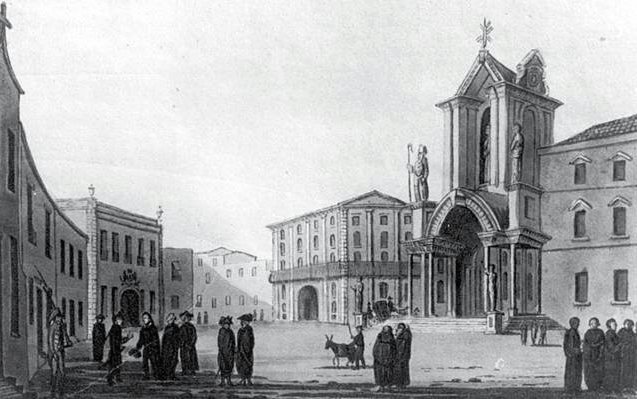
Il Duomo di Siracusa visto o immaginato in una stampa d'epoca ambientata nell'800.

I bizantini murarono lo spazio tra le colonne doriche (situazione visibile ancor oggi), mentre nei muri più interni della antica cella furono aperti 8 archi per lato, in modo da realizzare un edificio a tre navate ciascuna conclusa da un'abside sul fondo. Furono anche eliminati i muri che dividevano il vano posteriore ("opistodomo") dalla cella e questa dal pronao. L'orientamento dell'edificio fu inoltre rovesciato e l'attuale facciata del Duomo occupa il retro del tempio.
Le navate laterali vennero munite di soffitto a botte, mentre la navata centrale ebbe un soffitto di legna e di tegole. Con la conquista araba, nell'878 la chiesa fu saccheggiata di tutti i suoi preziosi e trasformata in moschea.
Il re normanno Ruggero I, nel 1093, lo restituì alla Siracusa cristiana e al culto mariano creando l'arcivescovado affidato al vescovo Ruggero. In epoca normanna i muri della navata centrale furono innalzati e vi si aprirono delle finestre, mentre l'abside fu decorata con mosaici. Tale modifica fu effettuata per sostituire l'antica volta del tempio crollata nel terremoto del 1100; il crollo determinò lo schiacciamento di molti fedeli presenti nel Duomo, poiché solo i preti rimasero illesi dall'evento perché posti vicino all'altare e lontano dal soffitto.
Nuove decorazioni furono opera del vescovo Riccardo Palmer, che rivestì la cattedra (trono) e il coro, mentre delle vetrate venivano apposte alle finestre.
Il pavimento policromo risale al XV secolo e nel 1518 la navata centrale fu coperta con il soffitto ligneo tuttora conservato. Nel XVI secolo venne inoltre innalzato il campanile.

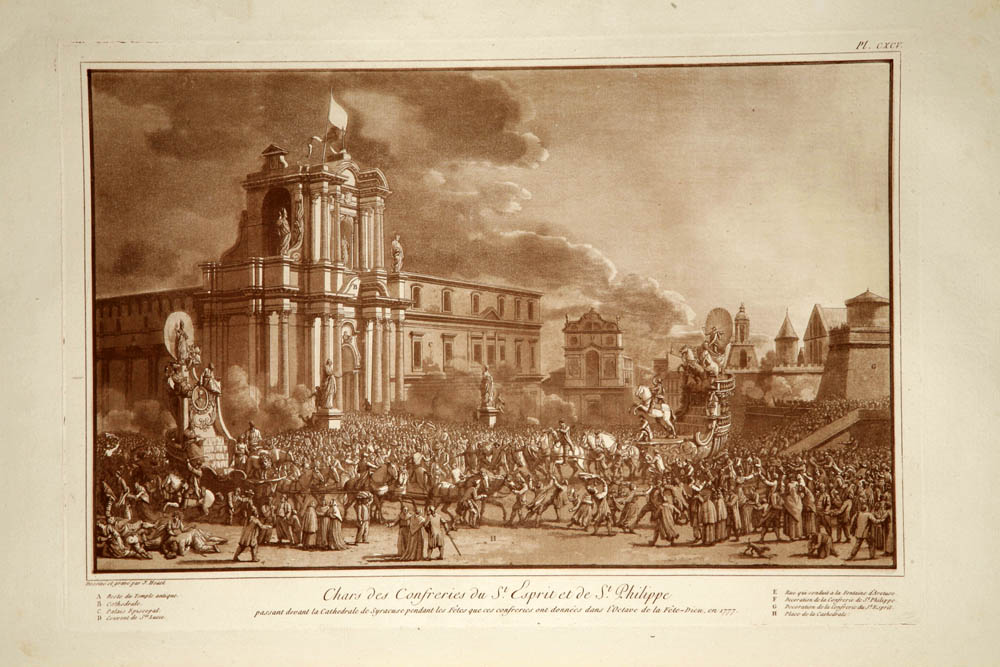
La facciata del duomo di Siracusa di Jean-Pierre Hoüel attorno al 1770

Molte testimonianze scritte parlano della facciata normanna, definendola con positivi commenti, ma di essa non vi sono state tramandate immagini. Un viaggiatore francese, Alberto Jouvin, nel 1672 così descrisse il Duomo siracusano di epoca normanna:
La torre quadrata descritta da Jouvin era il campanile del Duomo, così descritto in una relazione di vescovi (27 febbraio 1963):
Questo campanile era visibile in alcune antiche stampe di Ortigia, poi scomparso in quelle ottocentesche. Il campanile venne danneggiato dal terremoto del 1542, in seguito fu totalmente distrutto, insieme alla facciata normanna, dal terremoto del 1693. Nella ricostruzione successiva all'evento sismico, il campanile non fu più ricostruito mentre la facciata invece venne rielaborata in maniera diversa. Il vescovo Tommaso Marini lanciò un bando di concorso per la realizzazione della nuova facciata al quale parteciparono i migliori architetti della Sicilia. Alla fine il concorso fu vinto dal trapanese Andrea Palma, allievo dell'architetto Giacomo Amato. I lavori iniziarono nel 1728 e terminarono nel 1753.

Nel 1770 Patrick Brydone osservando il contrasto tra lo stile barocco della facciata del Duomo e il rigore geometrico delle colonne doriche appena affioranti ai lati formulò un giudizio negativo:
(Patrick Brydone, A tour trough Sicily and Malta)

## Descrizione

### Esterno

#### Facciata

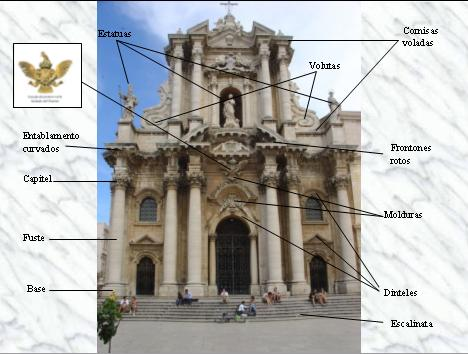
Schema esplicativo elementi architettonici facciata frontale Duomo (in lingua spagnola)

L'architetto Andrea Palma si mise all'opera nei primi anni del 1700 e i suoi maestri scelti di fiducia per il progetto stabilito furono gli architetti-scultori Giuseppe Ferrara e Giovan Battista Alminara, mentre l'architetto-pittore siracusano Pompeo Picherali fu testimone e revisore dei lavori.
I lavori vennero eseguiti in due periodi e per questo essa presenta a detta di molti due stili ornamentali; lo stile barocco e lo stile rococò; i primi lavori incominciarono nel 1728 e vennero completati nel 1731. Poi vi fu una pausa di vent'anni e si riprese nel 1751, probabilmente è questo li periodo in cui il tardobarocco lascia spazio allo stile rococò. La facciata venne completata nel 1753.
La facciata rappresenta una lavorazione molto complessa in quanto ricca di decorazioni e per questo essa è considerata l'espressione barocca più alta che vi sia nell'intera Siracusa. Essa presenta due ordini orizzontali separati da una trabeazione merlata. Il piano inferiore è formato da sei alte e robuste colonne costruite in ordine corinzio, di cui le quattro centrale sorreggono un elaborato timpano spezzato con merlature. Le quattro colonne inquadrano il portale centrale, il più grande. Mentre gli altri due portali, minori, sono delimitati nella loro parte esterna dalle due colonne laterali; esse sorreggono nella loro estremità le statue dei due martiri siracusani; San Marciano e Santa Lucia.
L'ordine superiore è invece composto da quattro alte e robuste colonne corinzie che sorreggono il timpano superiore che circonda il frontone triangolare il quale reca al centro una croce fabbricata in ferro battuto la quale rappresenta il punto più alto della facciata del Duomo e ai lati di essa vi sono scolpiti due angeli. Il piano superiore presenta una forma trapezoidale delimitata da due contrafforti a spirale posti nei vertici bassi i quali sono caratterizzati ai lati da bassorilievi scolpiti a forma di gigli.
Al centro del piano superiore vi è una nicchia arcuata circondata da due colonne corinzie, di dimensioni minori rispetto alle grandi colonne principali, che sorreggono un timpano spezzato che al centro reca un elegante stemma con delle statue di angeli scolpite ai suoi lati. All'interno della nicchia (o cavità) vi è la statua dell'Immacolata, dai siracusani detta "Marònna ro Pilèri" (Madonna del Piliere, del Pilar).
John Summerson descrive la facciata della cattedrale come una interpretazione volatile della Chiesa del Gesù del Vignola a Roma.

#### Prospetto laterale
Lateralmente la facciata presenta nella parte inferiore sinistra il suo originario aspetto di tempio di epoca siceliota in quanto sono visibili le possenti colonne di ordine dorico. Vi si notano le strette finestre aperte in epoca medievale e il terrazzo è delimitato da ornamenti architettonici posti in linea dritta e aventi tutti eguale misura e figura arrotondata. In questo lato vi è una porta secondaria che dà accesso all'interno del Duomo. La parte laterale superiore invece è data dal campanile, costruito nella stessa epoca settecentesca della facciata. Esso presenta due grandi arcate (o celle) al cui interno vi si trovano le campane della chiesa, fuse da Cesare Brighenti di Bologna. Infine nel punto più alto di essa vi sono stati posti due orologi solari per cui privi di lancette.
La parte laterale destra non è invece visibile in quanto essa è coperta dall'edificazione del Palazzo Arcivescovile di Siracusa (1854) che affianca totalmente il Duomo ed è spesso considerato visivamente parte dello stesso.
Infine la parte posteriore della facciata è stata coperta da successive costruzioni tipiche dello stretto e labirintoso tessuto urbano ortigiano che, va ricordato, in epoca medievale rappresentava la sola parte abitata della città di Siracusa; dunque venne fortificata e densamente abitata, mostrando ai giorni nostri un particolare sistema urbano.

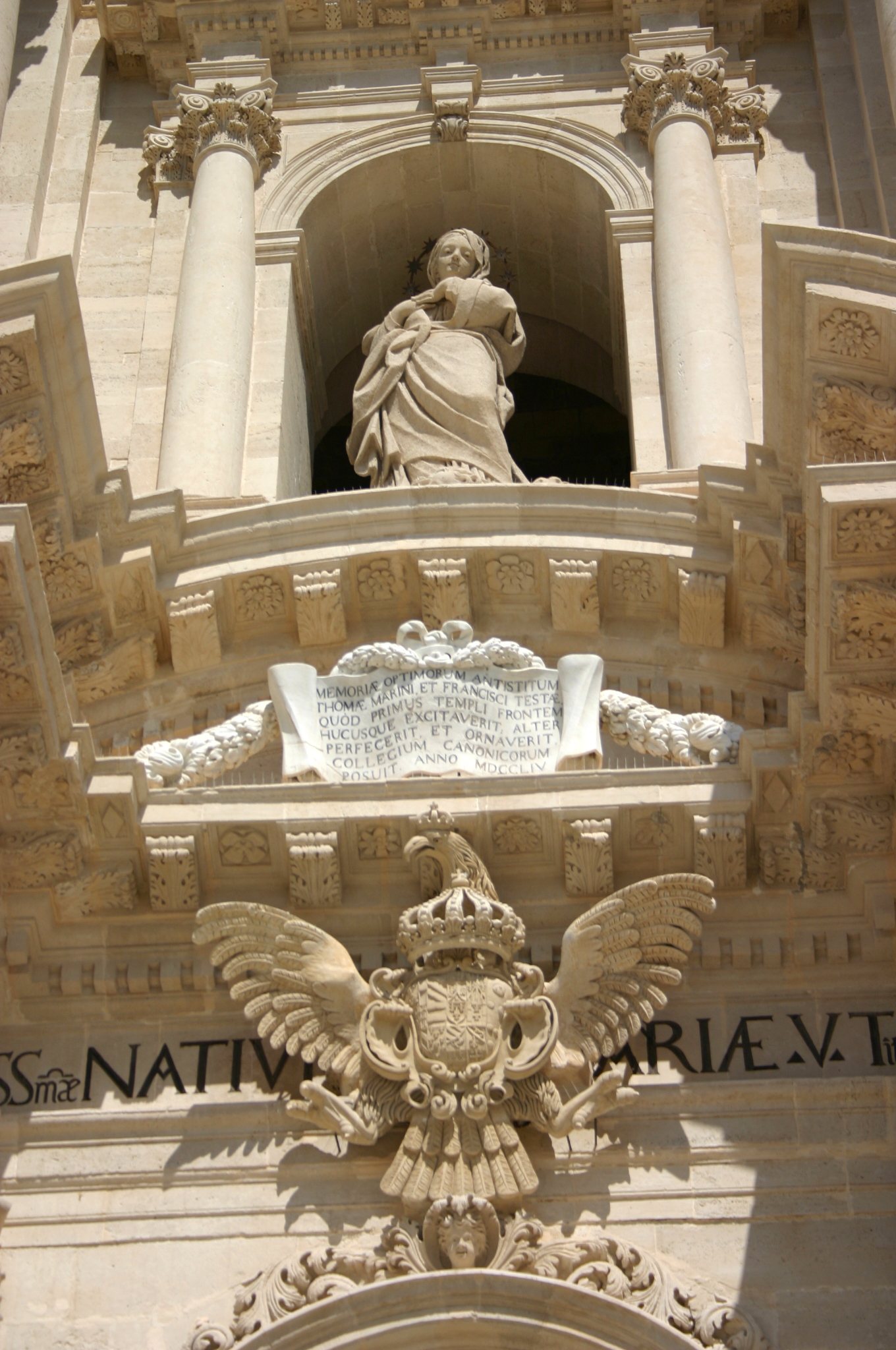
Particolare della facciata; l'aquila e la targa commemorativa
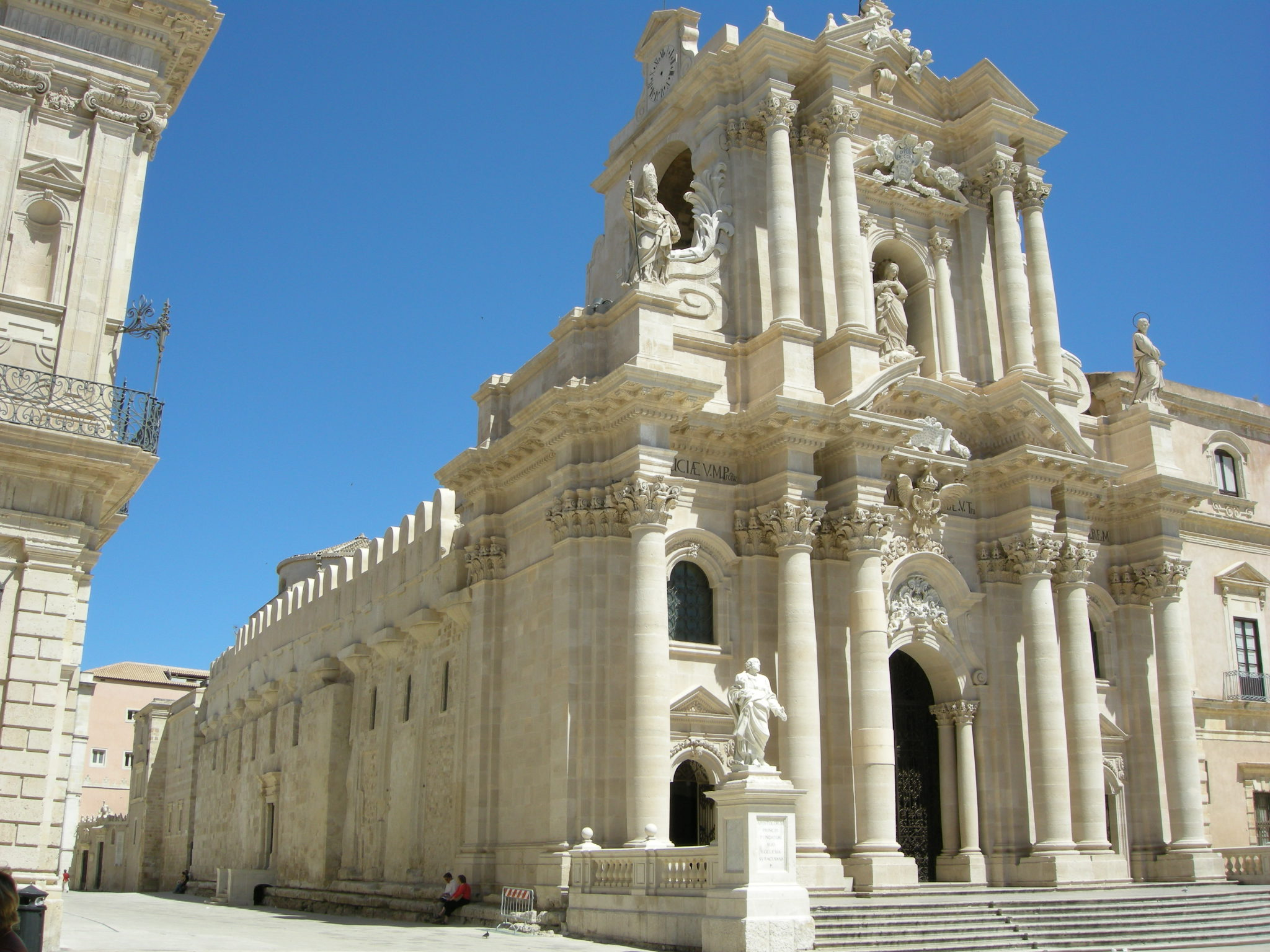
La parte frontale e laterale
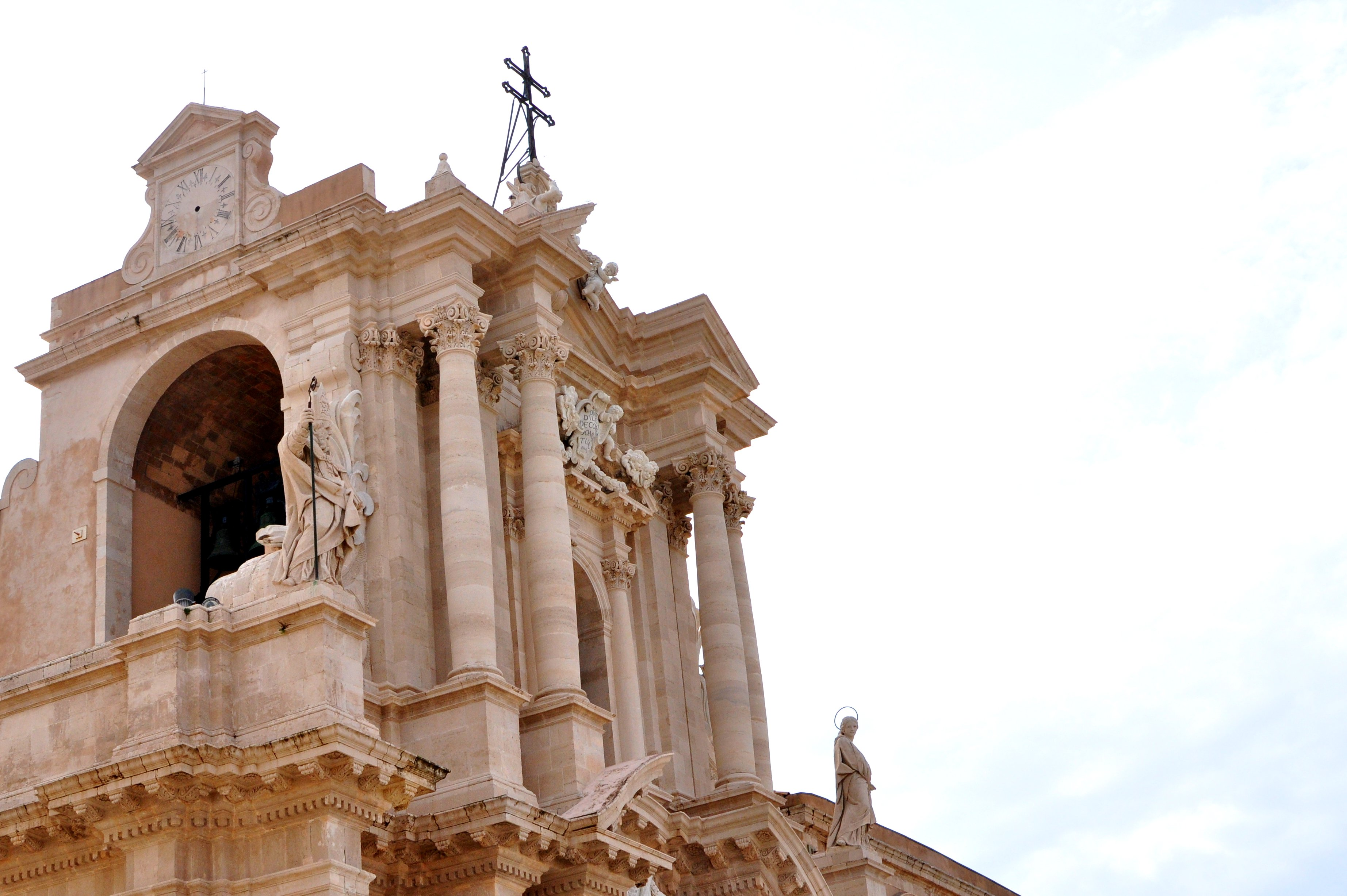
Facciata laterale parte superiore

#### Statue esterne
Il Duomo di Siracusa presenta diverse statue al suo esterno. Sono opera dello scultore palermitano Ignazio Marabitti; formatosi a Roma, egli lavorò principalmente a Palermo, eccetto quando scolpì opere note fuori della sua città come quelle fatte per la Cattedrale di Siracusa o per il Duomo di Monreale. Fu il più noto scultore siciliano della sua epoca.
Le statue principali del Duomo poste al suo esterno sono in totale cinque e rappresentano cinque martiri legati alla storia della fede siracusana:
- La statua di San Pietro è posta sul lato sinistro del Duomo, nella sua parte inferiore. Raffigura l'apostolo Pietro, legato alla chiesa siracusana perché fu egli che mandò a questa città il suo primo vescovo, Marciano, facendola divenire una delle più antiche chiese cattoliche al mondo. La statua di San Pietro porta scolpita sul suo piedistallo una scritta in latino che recita:

(Scritta scolpita sotto la statua di San Pietro)
Collegamento a immagine lapide scolpita sulla statua siracusana di San Pietro
- La statua di San Paolo è posta sul lato destro del Duomo, nella parte inferiore. Raffigura Paolo di Tarso, l'apostolo che si fermò tre giorni a Siracusa mentre era in rotta verso Roma per giungere da Cesare che lo aveva mandato a chiamare. Sul piedistallo della statua vi è stata scolpita la scritta che recita detta frase:

(Scritta scolpita sotto la statua di San Paolo)
- La statua di San Marciano è posta sul lato sinistro del piano superiore del Duomo. Raffigura Marciano di Siracusa, il vescovo venuto da Antiochia e mandato dall'apostolo Pietro a diffondere il vangelo in città, a lui venne affidato il comando della chiesa siracusana, fu infatti il primo vescovo di Siracusa. Martirizzato durante l'impero romano, venne dichiarato santo dalla chiesa cattolica e ortodossa.
- La statua di Santa Lucia è posta sul lato destro del piano superiore del Duomo. Raffigura Lucia da Siracusa, patrona della città e santa venerata in tutto il mondo. A lei i siracusano sono molto devoti per questo motivo la cattedrale le è stata dedicata (insieme alla dedica per la Natività di Maria) venendo chiamata anche "Cattedrale di Santa Lucia".
- La statua dell'Immacolata è posta al centro del piano superiore del Duomo. Raffigura l'Immacolata, ovvero la Madonna, ed è legata alla chiesa siracusana in quanto il culto mariano è stato sempre predicato a Siracusa e inoltre il Duomo venne per la prima volta dedicato dai bizantini alla "Natività di Maria", che si collega dunque all'Immacolata. La statua di Maria viene chiamata dai siracusani anche "A Madonna ro Pilieri" ("La Madonna del Piliere").

Le statue esterne - parte inferiore:
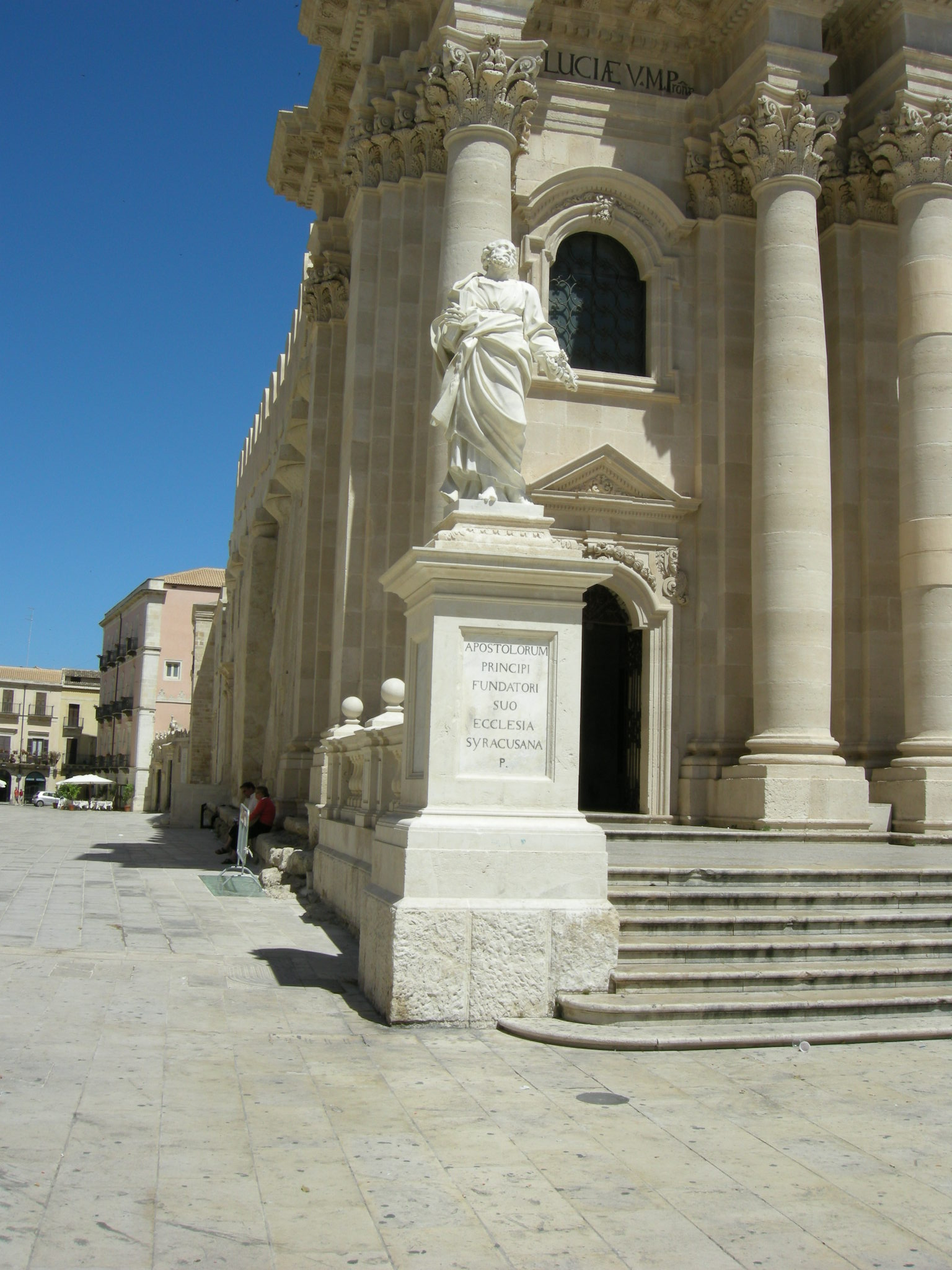
La statua di San Pietro posta sul lato sinistro inferiore
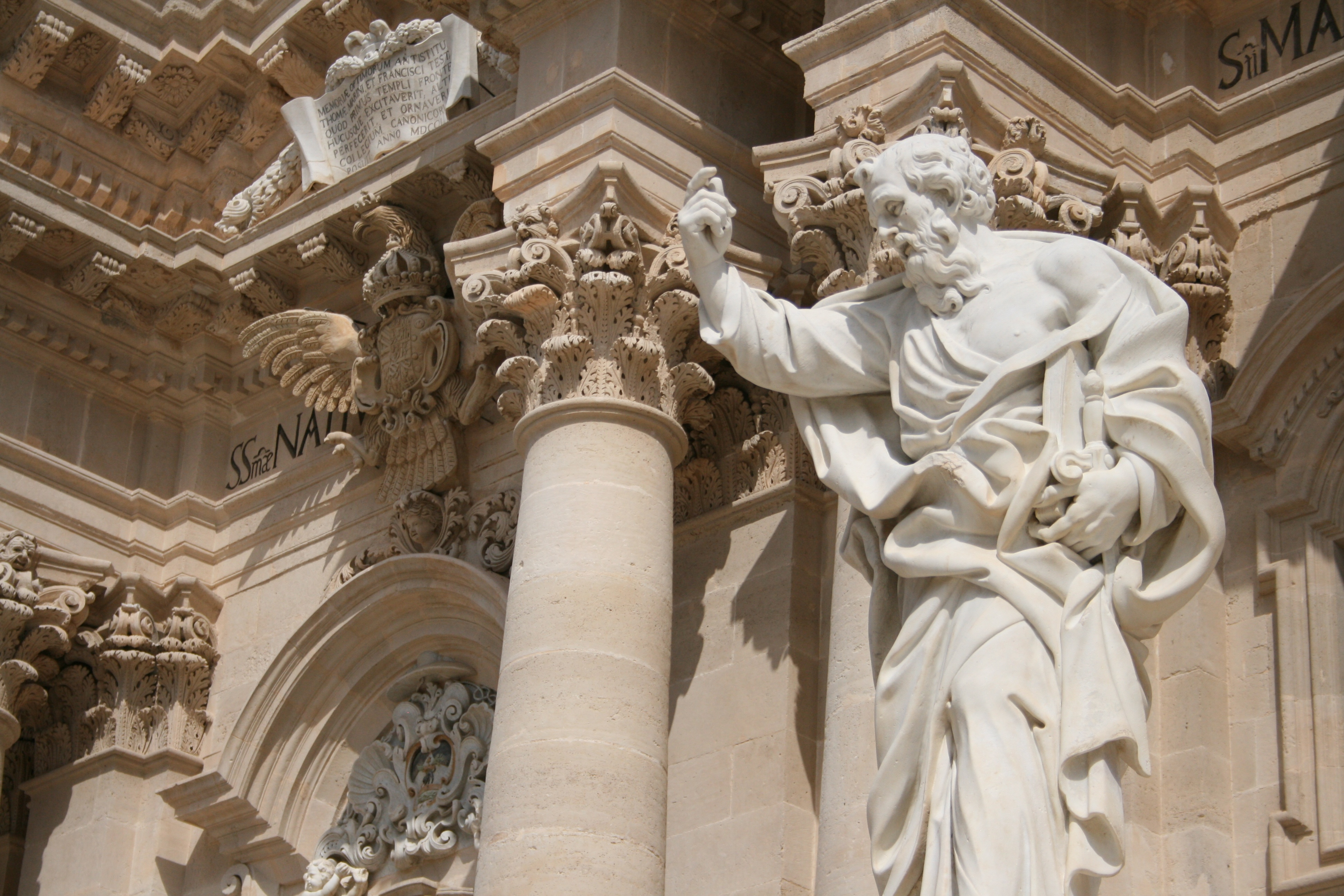
La statua di San Paolo posta sul lato destro inferiore
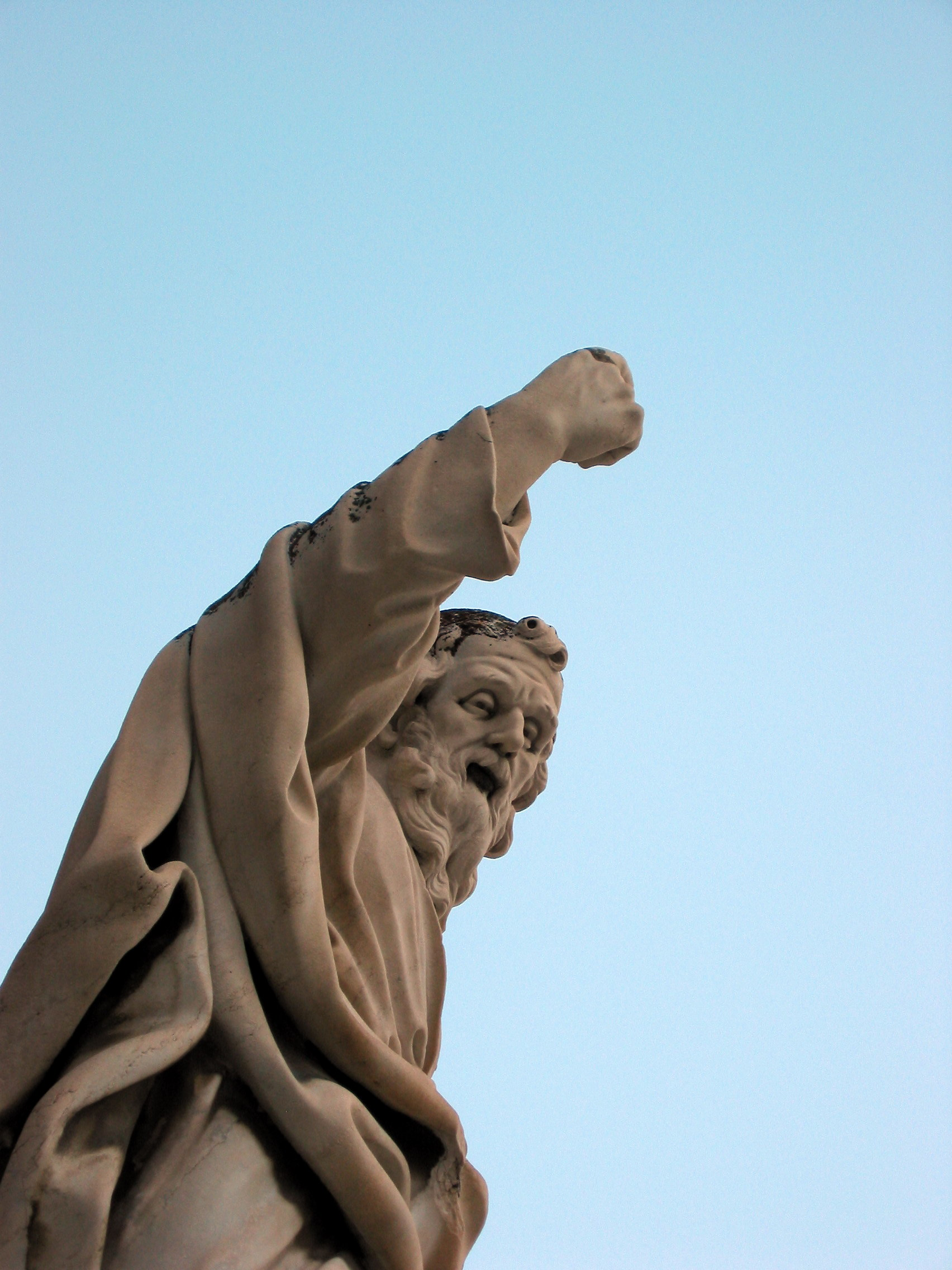
Primo piano della statua di San Paolo

Le statue esterne - parte superiore:
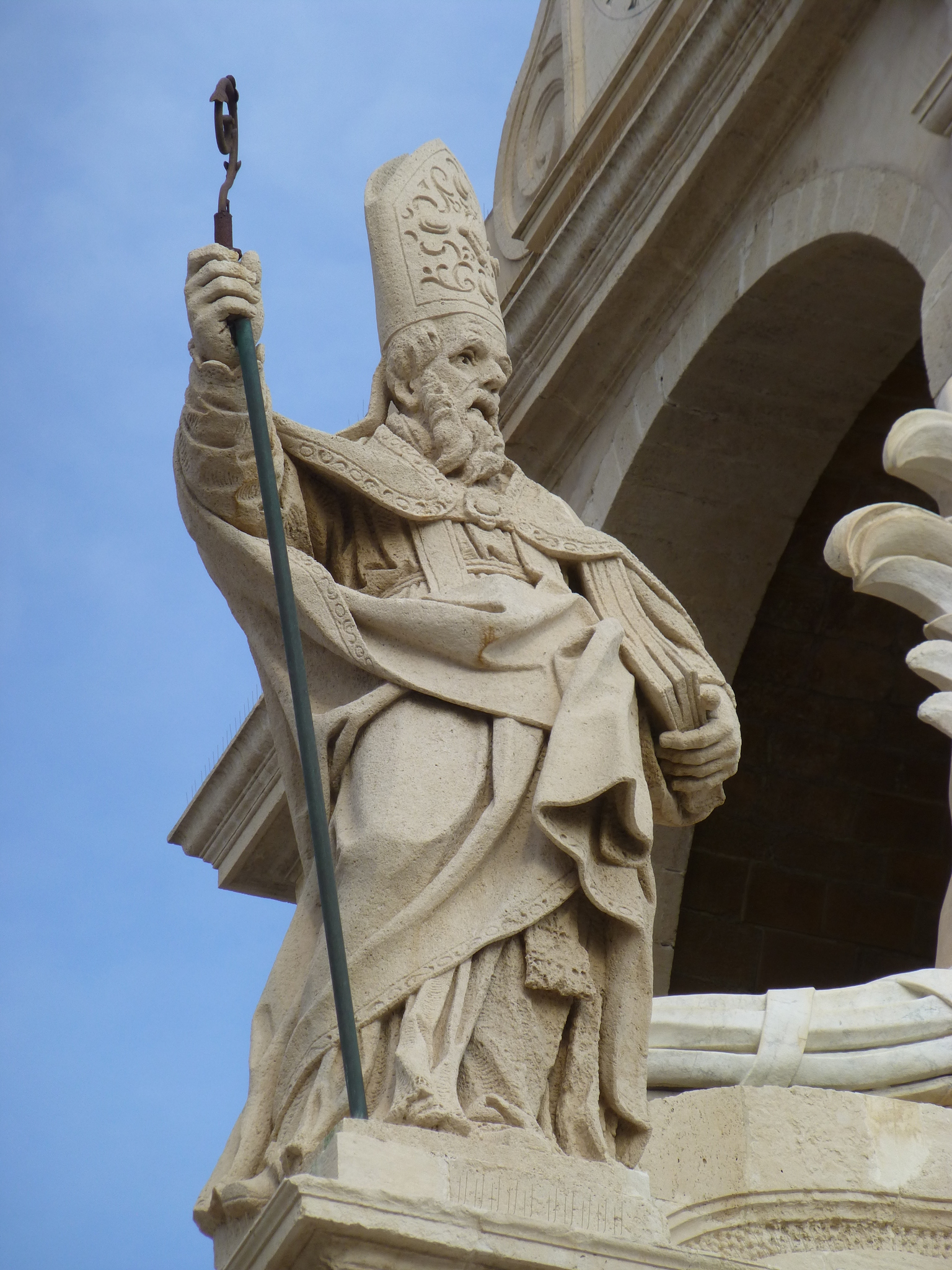
La statua di San Marciano posta sul lato sinistro superiore
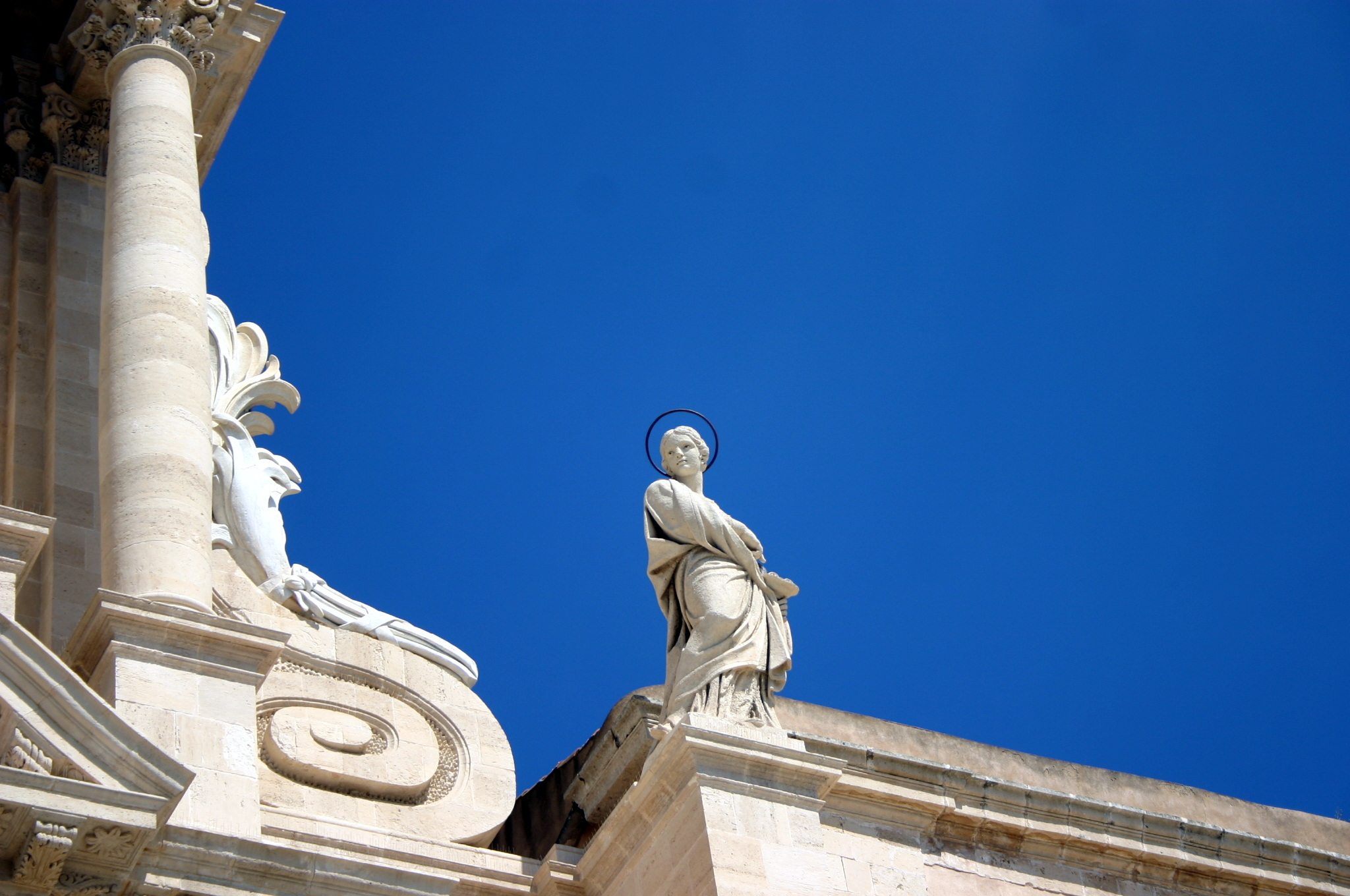
La statua di Santa Lucia posta nel lato destro superiore
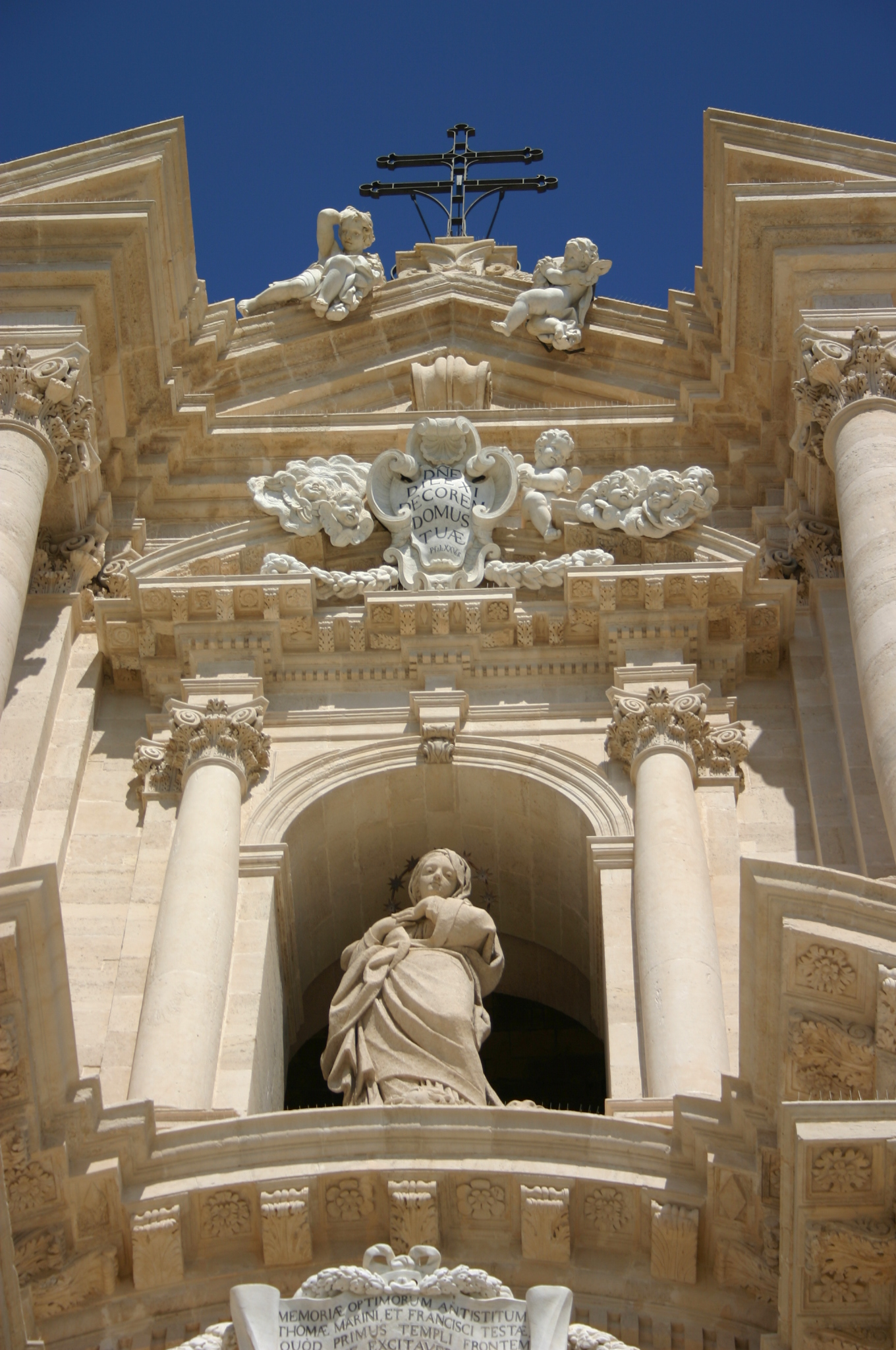
La statua dell'Immacolata posta al centro del piano superiore

#### Ingresso e atrio

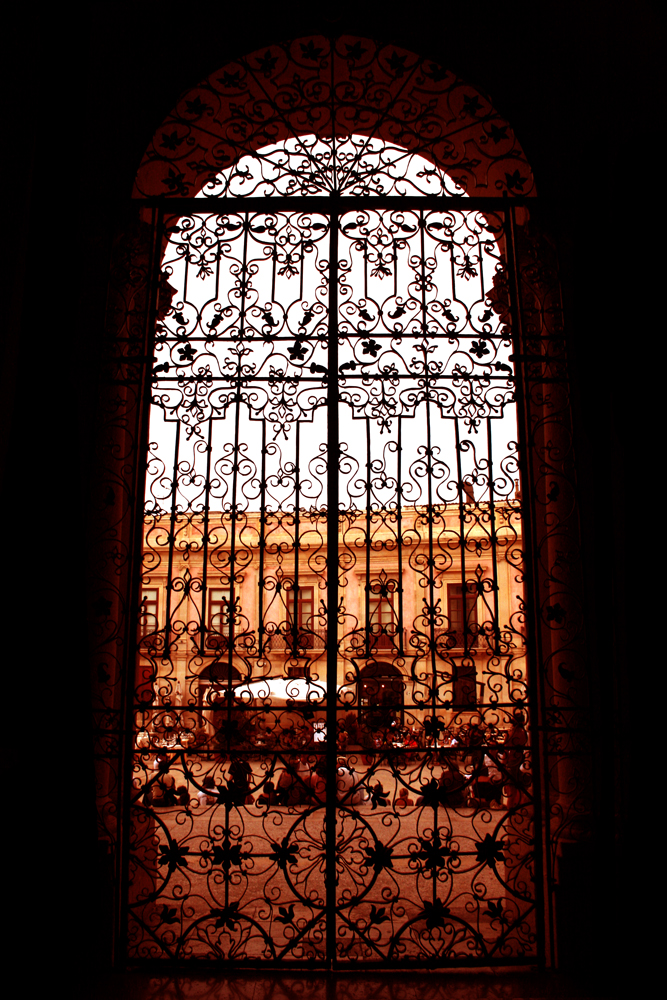
Il cancello d'ingresso all'atrio del Duomo; esso presenta lavorate decorazioni in ferro battuto

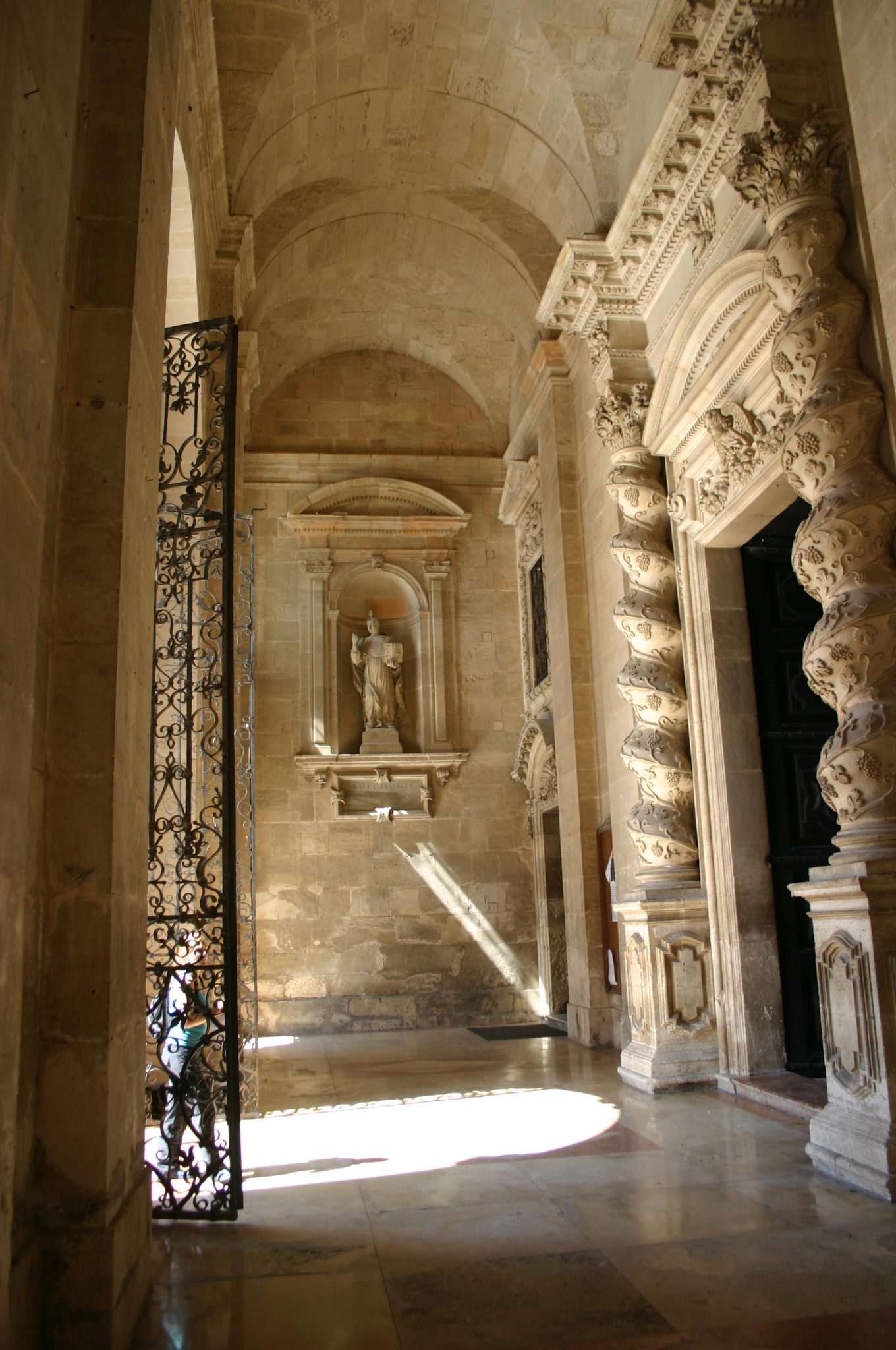
L'atrio e l'elaborata porta centrale

Un sagrato composto da spessi scalini di marmo delimitati da due basamenti quadrangolari sopra cui si trovano le statue che raffigurano gli apostoli Pietro e Paolo (poste l'una a sinistra e l'altra a destra) aprono la via d'accesso al Duomo di Siracusa e ai suoi tre portali.
I tre portali sono posti rispettivamente al lato sinistro della cattedrale, al centro e al lato destro della stessa. Quelli laterali presentano entrambi una forma arcuata e cancellate in ferro battuto. Dei bassorilievi con motivi floreali li decorano e sopra di essi si trovano dei timpani triangolari merlati. Al di sopra di questi due portoni laterali si trovano due finestre arcuate recanti ciascuna un timpano semicircolare merlato.
Il portone centrale è invece più grande rispetto agli altri due, poiché esso rappresenta l'ingresso principale all'atrio del Duomo.
Esso è formato da un grande arco sostenuto da due colonne in stile corinzio e cinto da un elaborato cancello, notevole per decori e dimensioni, in ferro battuto. Nella sommità del portale centrale vi si trova un grande fregio scolpito in bassorilievo raffigurante due angeli scolpiti con la forma di bambini paffuti (cherubini); al centro di queste decorazioni vi si trova lo stemma araldico del Vescovo Marini. A circondare il tutto vi è un timpano semicircolare con forma arcuata che è circondato da motivi floreali rappresentati da ghirlande e mascheroni grotteschi. Ancor più su vi è scolpita in pietra una grande aquila che reca al suo petto uno scudo cinto da corona, che rappresenta la blasonatura settecentesca appartenente al vescovo Requiesenz (1757). Al centro dell'elaborata trabeazione merlata vi è posta un bassorilievo scolpito con forma di pergamena che recita la seguente frase in latino:
La frase vuole commemorare l'iniziativa che ebbero i vescovi Tommaso Marino e Francis, i quali fecero restaurare la facciata del Duomo rendendola lavorata e decorata così come oggi la vediamo.

##### Fregi e targhe
Varcato il portone d'ingresso ci si ritrova nell'atrio del Duomo. Esso racchiude al suo interno diversi elementi architettonici interessanti. Anch'esso presenta altri tre portali che conducono all'interno della cattedrale. Il centrale è sempre quello più vasto e mostra un elegante fregio tutto intorno.
La porta centrale stavolta è di forma rettangolare e il suo notevole fregio è composto da motivi floreali e grappoli d'uva. La colonna che ospita tali bassorilievi è di forma tornita; la sua sagoma la fa sembrare naturalmente attorcigliata su se stessa. Ve ne sono due di queste eleganti colonne e sorreggono un mensolone merlato posto sopra i capitelli di stile corinzio appartenenti alle due colonne. Racchiuso alla sommità del portale vi è un timpano semicircolare. Il portale è invece in legno; austero, semplice, con al suo interno dei grandi quadrati intagliati, dando loro forme geometriche.
Gli altri due portali dell'atrio, anch'essi di forma rettangolare, sono sormontati da timpano semicircolare aperto, e ciascuno è sovrastato da una finestra arcuata avente un timpano triangolare.

##### Statue dell'atrio
All'interno dell'atrio (o vestibolo) sono poste due statue rispettivamente nel lato sinistro e nel lato destro dell'ambiente. Sono poste nei muri laterali, collocate all'interno di due nicchie o cavità, sormontate da timpani semicircolari. Le due statue raffigurano: San Luigi Bertrando (o anche Ludovico), posto nel lato destro, e San Vincenzo Ferreri posto sul lato sinistro. Furono due Santi appartenenti all'ordine dei Domenicani, del quale faceva parte anche l'Arcivescovo Marino.

#### Campane
La cattedrale possiede un concerto di sei campane in stile ambrosiano con ruote a slancio, fuse nel 1925 da Cesare Brighenti di Bologna e che emettono le seguenti note:
- Si2
- Do#3
- Re#3
- Fa#3
- Sol#3
- La#3

### Interno

#### Navata centrale

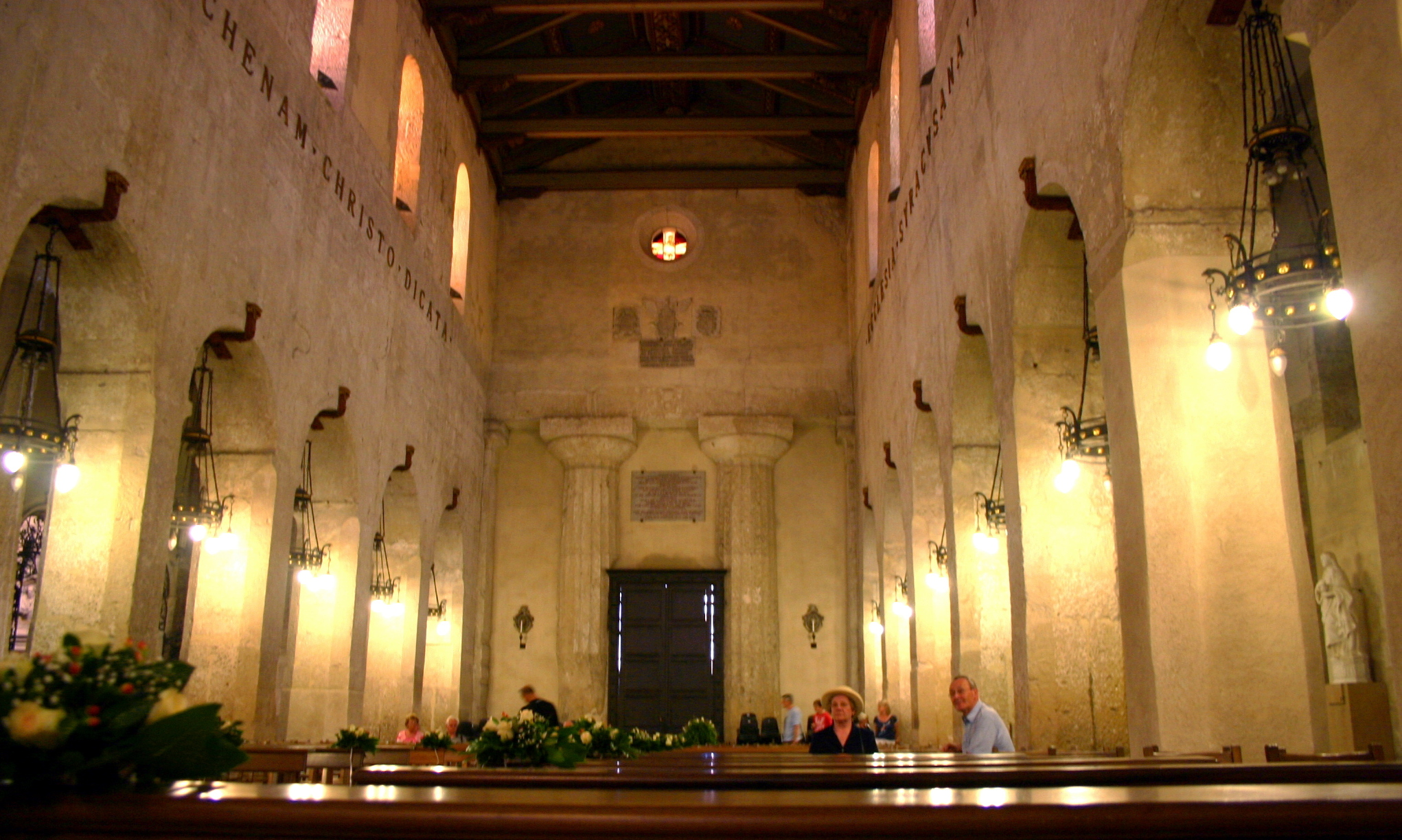
La navata centrale del Duomo; all'ingresso si notano le due grandi colonne del tempio dorico siceliota.

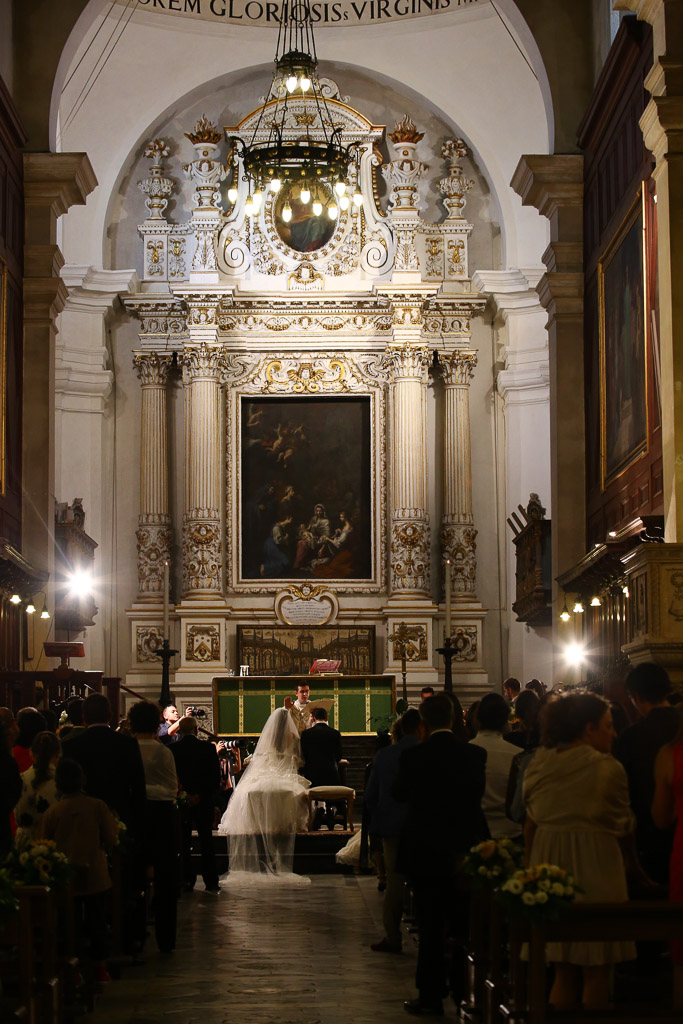
L'Altare maggiore del Duomo.

All'interno del Duomo le sembianze del tempio greco sono altamente visibili e riconoscibili, infatti il Duomo di Siracusa a differenza di molte altre eleganti chiese e cattedrali non mostra lisce colonne o fregi articolati, la sua navata è stata ottenuta aprendo dei varchi nelle spesse mura dell'antica cella del tempio siceliota, dunque li risultato che oggi vediamo è frutto di una struttura che sta lì da millenni ed è questo il motivo della sua austerità e del suo singolare aspetto.
Varcato il portone centrale dell'atrio si giunge all'interno del Duomo siracusano, al suo ingresso si possono ammirare due grandi colonne doriche, delle quali rimane visibile il robusto, largo fusto (i fusti delle colonne doriche siracusane erano spessi ciascuno 2 m.) e i capitelli. Queste due colonne appartenevano all'Opistodomo del tempio (οπισθόδομος) era la stanza delle offerte sacre agli dei e vi potevano accedere solo i sacerdoti.
L'interno non è stato modificato e le sembianze che mostra sono ancora quelle dell'originaria basilica di epoca normanna. Anche i restauri avvenuti nel 1924-26 sono stati effettuati rispettando e non cambiando l'originaria forma medievale.
Vicino all'ingresso si possono vedere due acquasantiere aventi forma di putti, che sono opera dello scultore siracusano G. Puglisi (scolpite nel 1802).
Il soffitto della navata centrale risale al 1528, è composto da robuste tavole lignee a travature. Nel restauro del 1645 vi vennero aggiunti gli stemmi delle famiglie nobili siracusane. Sotto la volta lignea vi è scolpita la frase in latino che riporta la risposta della lettera di Papa Leone X che nel 1517 riconobbe alla chiesa siracusana li ruolo di prima chiesa d'occidente e figlia dell'evangelizzazione degli apostoli (vedere frase latina citata già nel capitolo "storia" del Duomo).
La balaustra e il pavimento in marmo levigato sono di fine settecento (mentre quello della navata centrale risale al 1444); l'intera pavimentazione raffigura elaborate figure geometriche. I lampadari in ferro battuto sono opera dell'artigiano lombardo Alessandro Mazzucotelli (1865-1938). Al centro della navata un grande arco trionfale si apre e mostra un crocefisso in legno del XX secolo. Sempre al centro vi è una raffigurazione dell'edificio in epoca normanna. In fondo alla navata centrale vi si trovano due pulpiti, in stile medievale, costruiti nel 1926 e servivano per svolgere la loro funzione di rialzo per le orazioni; a sinistra per il vescovo a destra per il clero.
Il presbiterio  è in stile barocco, è stato progettato dagli architetti siracusani Pompeo Picherali e Luciano Alì. È composto dal coro (la parte finale di una chiesa), dalla tribuna e dall'altare maggiore, la cui mensa è data dal grande monolite della trabeazione del tempio greco crollato durante il terremoto del 1693. Secondo le occasioni liturgiche esso può essere ricoperto o di vesta argentata oppure dorata (nella seconda fotografia di sinistra qui posta è possibile vedere la mensa ricoperta da mantello verde e bianco con ricami). Al centro dell'abside, progettato da Pompeo Pichereli e completato da Ignazio Marabitti, si trova un quadro seicentesco (olio su tela) raffigurante la "Natività di Maria", il cui artista si pensa sia o Agostino Scilla o Leburn. Nell'edicola del frontone vi è invece posta la tela di "Cristo Re" dipinto da Mario Albertella nel 1927. La parte strutturale dell'abside centrale è formato da quattro colonne in stile corinzio con elaborati stucchi di colore oro che sorreggono un ciborio barocco con decorazioni, bassorilievi e stucchi policromi.
Dall'estremità superiore delle quattro colonne si vedono modellate altrettante coppe decorate con lo stesso colore oro
La volta del presbiterio è lignea ed è impreziosita da elementi dorati, la sua composizione è a cassettoni e termina con tante piccole cupole di dorma ottagonale. Ai lati vi sorge il coro ligneo scolpito nel 1770 da Corrado Mazza e rivestito da una cupola progettata da Luciano Alì. All'interno del coro si possono vedere due grandi tele raffiguranti "S.Pietro nel porto di Antiochia" e "S.Paolo che predica nelle catacombe", sono opera del pittore romano Silvio Galimberti che le dipinse nel 1927. Al di sotto delle tele il coro presenta degli stalli lignei a pareti risalenti al XVII secolo. Dietro al coro si vedono due cantorie in legno, una delle due serve a sorreggere l'organo del Duomo, recentemente restaurato e tornato pienamente funzionante dopo quasi 30 anni di silenzio. Qui vi è la tomba dell'Arcivescovo Giambattista Alagona, morto nel 1802.

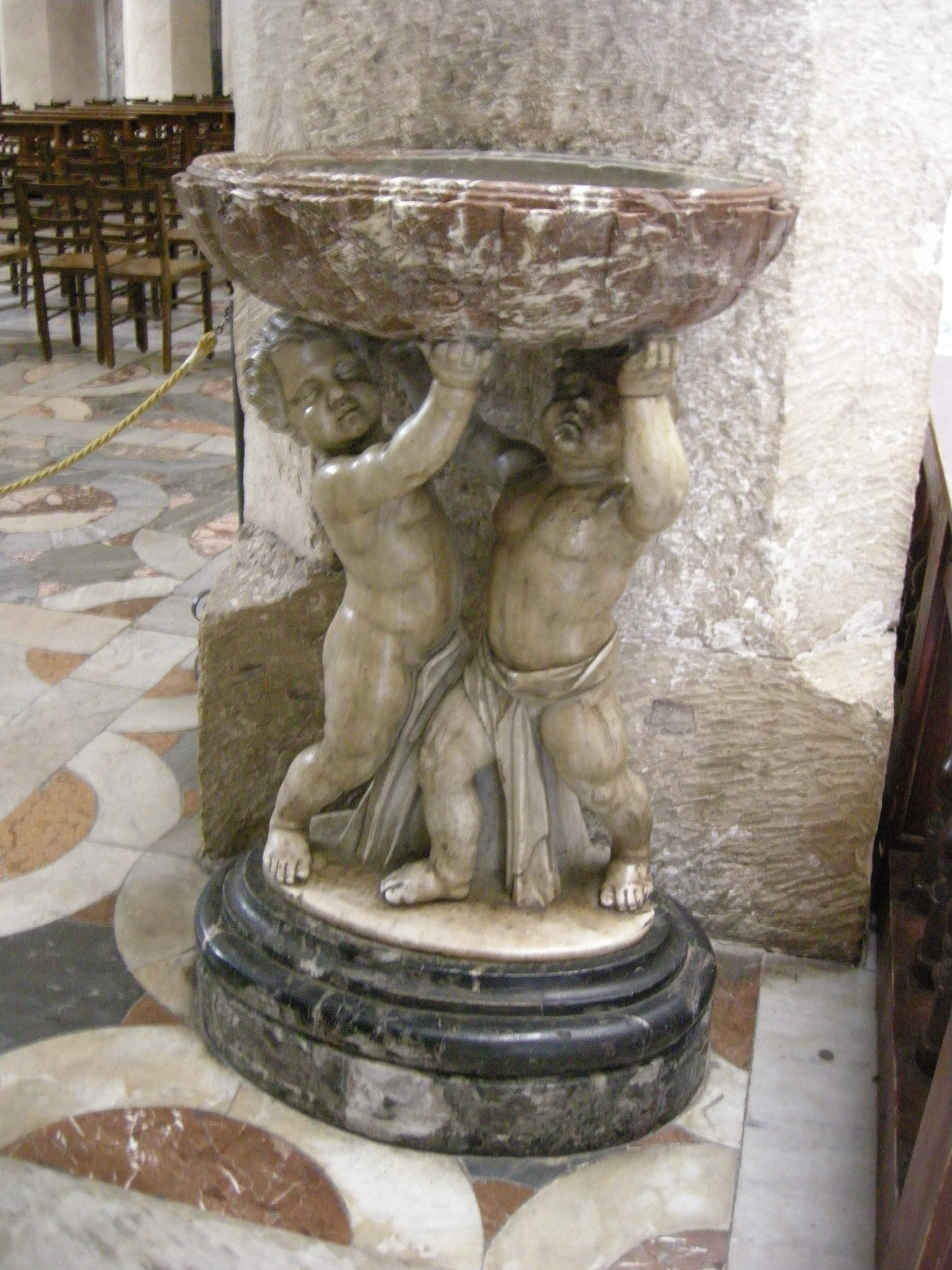
I putti delle acquesantiere
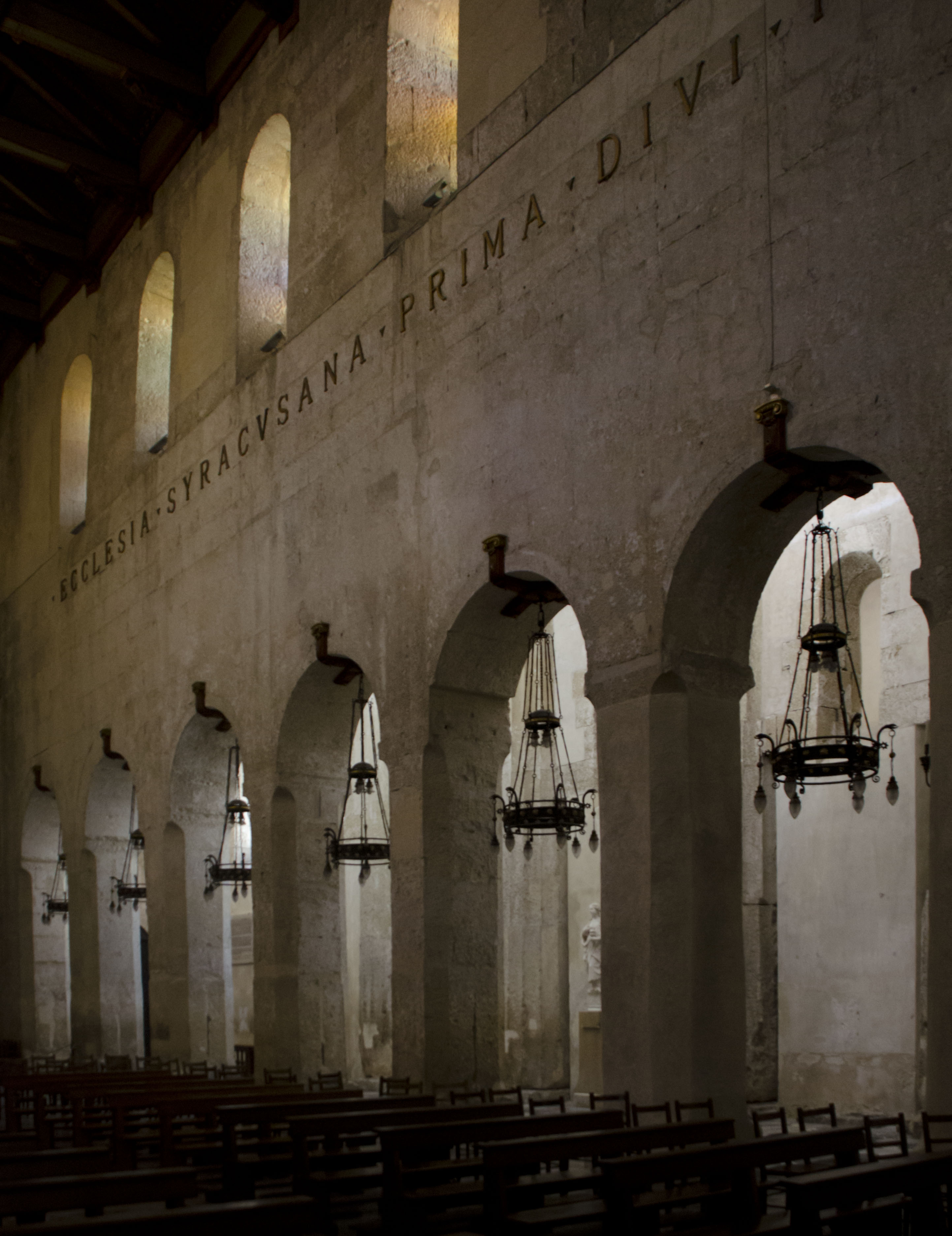
La scritta latina, le arcate, i lampadari artigianali
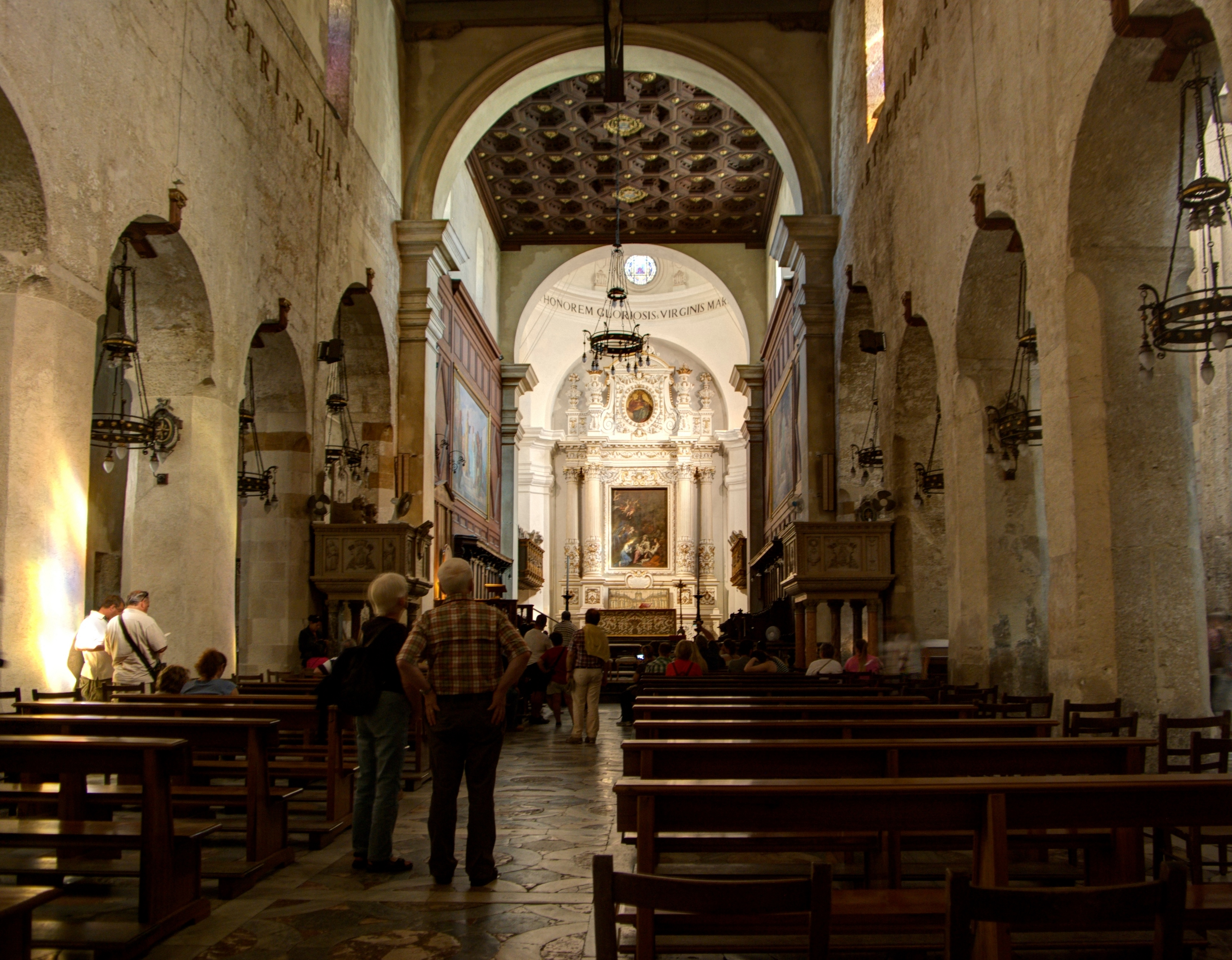
Visuale al centro della principale navata
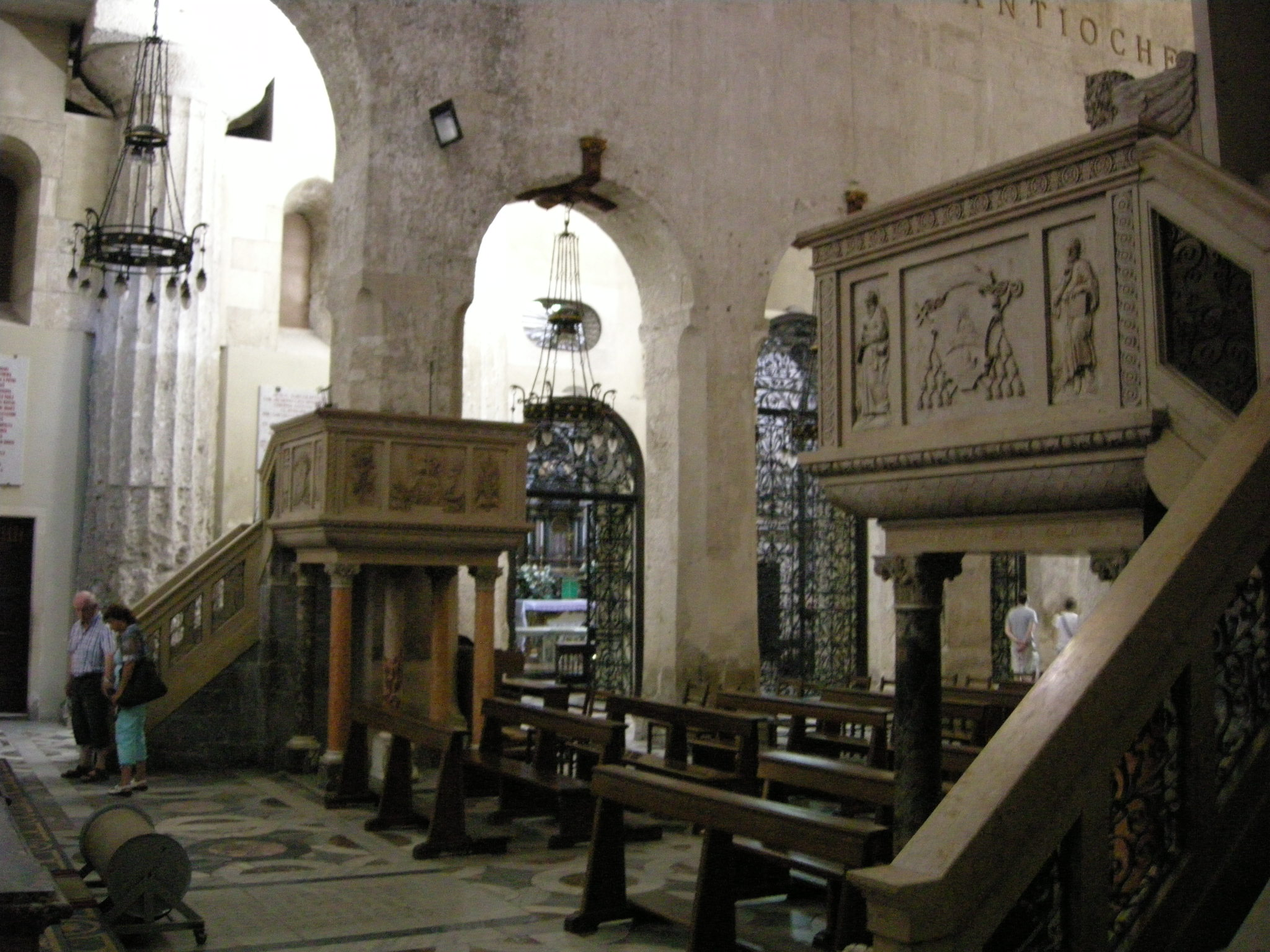
I pulpiti della navata centrale

#### Navata sinistra
Nella navata di sinistra un tempo vi erano degli altari barocchi, eliminati poi durante i lavori di restauro del 1912-1915 e del 1924-1927. Al loro posto vennero messe delle statue e vennero riaperte le finestre medievali. La navata sinistra è infatti caratterizzata da statue. Oltre alle imponenti colonne doriche è possibile vedere una serie di pregiate sculture cinquecentesche poste tra lo spazio che intercorre tra una colonna e l'altra. Queste sculture sono opera della famiglia Gagini.
Le statue sono posizionate nel seguente ordine (da sinistra a destra):
|  |  |  |

##### Cappella della Madonna della Neve

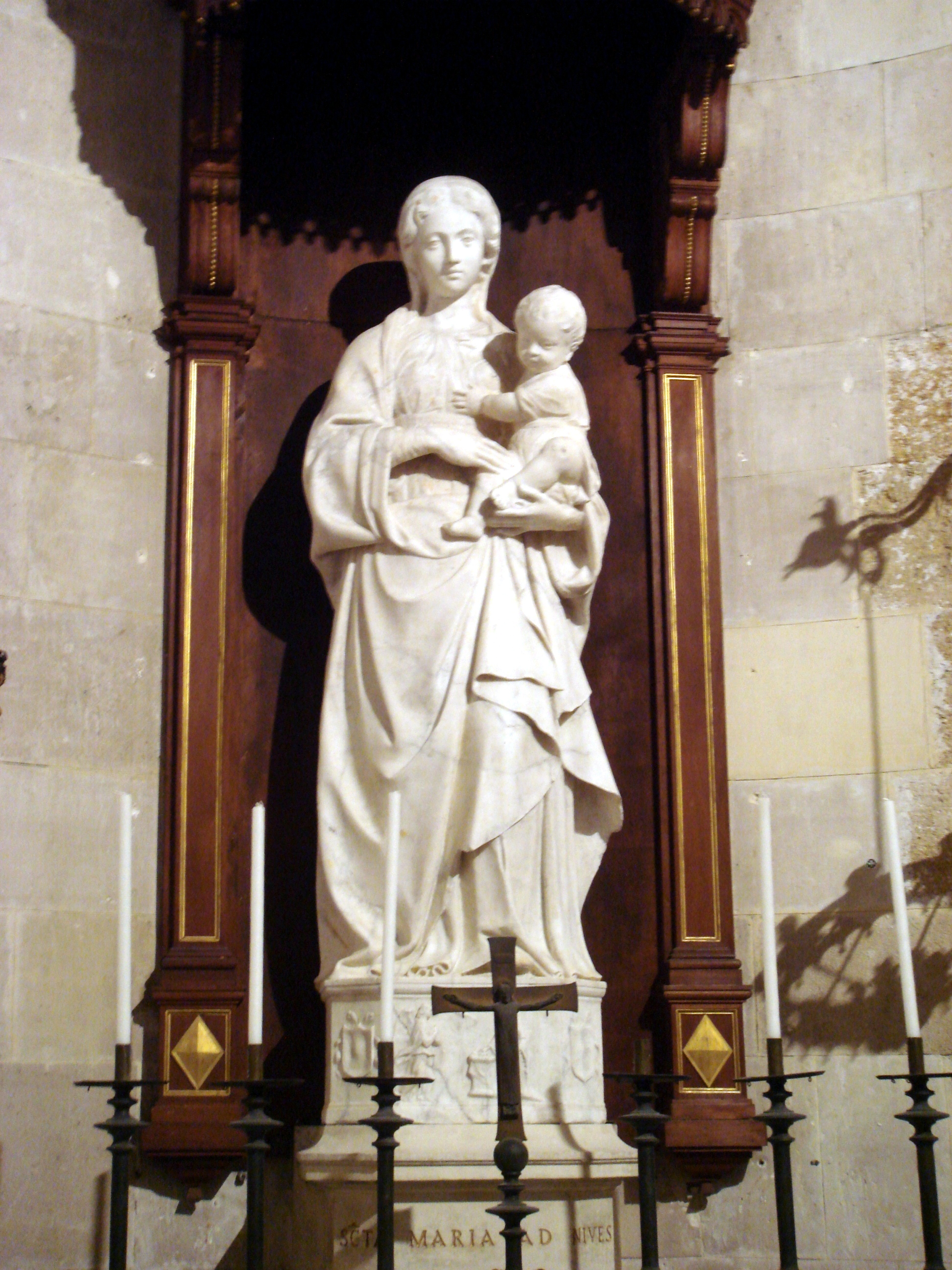
La statua della Madonna della Neve nella cappella della navata sinistra.

Alla fine della navata sinistra, superate le statue e le robuste colonne doriche, vi si trova davanti un'abside che contiene una cappella di epoca normanna che è stata dedicata alla Madonna della Neve, perché la statua di questa Madonna riuscì a rimanere illesa nonostante la furia del terremoto del 1693. Ad ella dunque è stata consacrata la cappella, infatti al suo interno vi è anche una statua della Madonna della Neve, opera di Antonello Gagini.  A questa cappella vi si può accedere anche da una porta secondaria cinquecentesca tamponata che si trova nel lato laterale sinistro del Duomo, in via Minerva. Qui vi si trova anche la tomba dell'Arcivescovo Benedetto Lavecchia. La cappella è stata in parte ricostruita nel 1910. Il cancello che la cinge è in ferro battuto ed è stata opera dei fabbri fratelli Paradiso che vi hanno lavorato nel 1928.

#### Navata destra

##### Prima cappella: Battistero

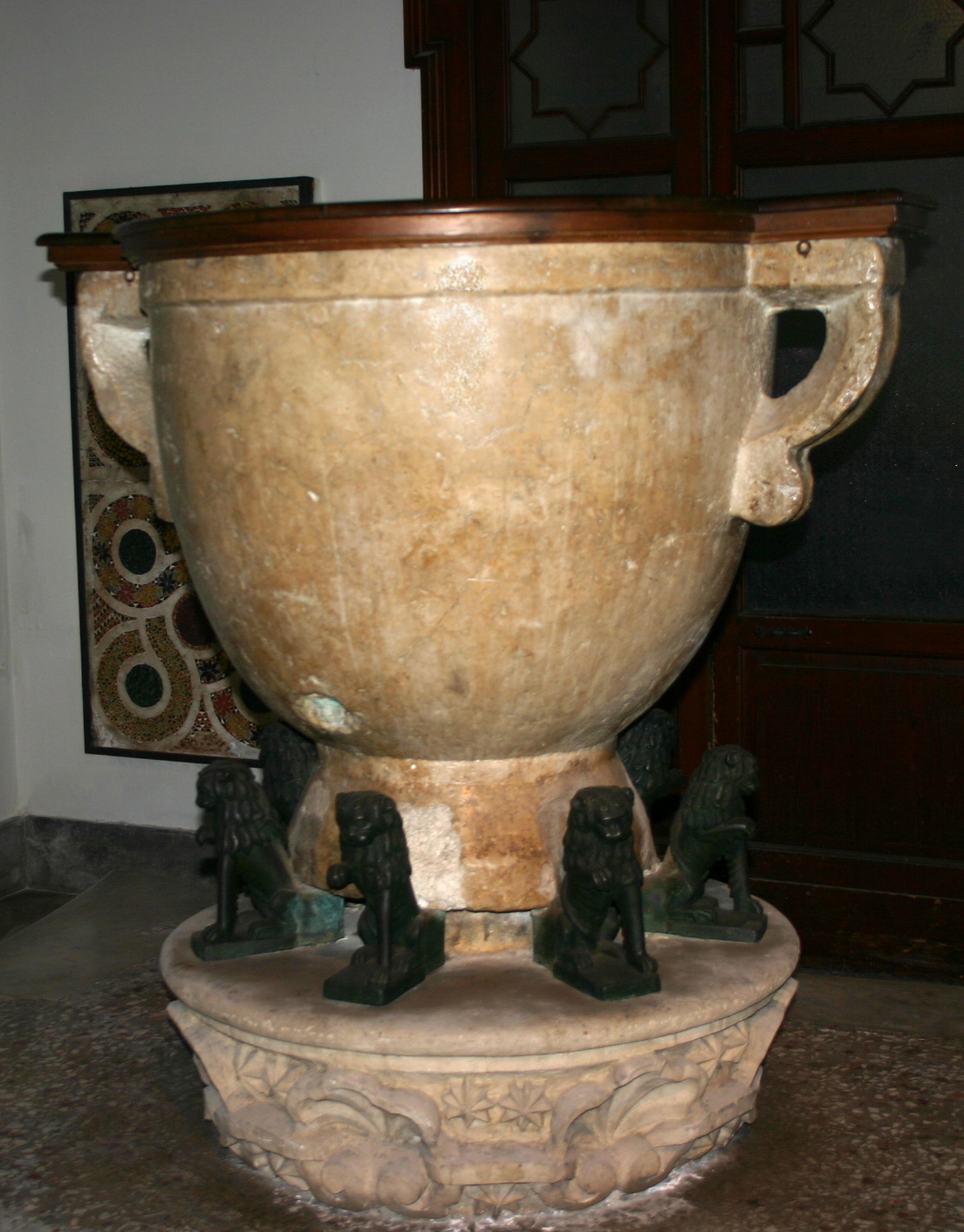
Il Vaso battesimale normanno

La navata destra è composta da diverse cappelle, la prima che si incontra dall'ingresso è la cappella del Battistero, così chiamata perché al suo interno custodisce un grande vaso battesimale. Questo vaso (o anfora) è di epoca greca e fu trovato nelle catacombe siracusane di San Giovanni, poi fu trasportato nella chiesa di San Giacomo, poi all'interno del Castello Maniace e infine giunse al Duomo. Il vaso battesimale è posto su dei leoncini di bronzo di periodo normanno. 
L'archeologo, nonché sacerdote e scrittore siracusano, Giuseppe Maria Capodieci, è stato autore di una preziosa raccolta di libri ottocenteschi riguardanti i monumenti della città e riguardo al vaso battesimale che si trova nella Cattedrale aretusea egli scrisse:
ANAHON.. A... IH... Δ. IΣMA...

Nel ventre poi vi son due linee, ma non intere, perché anche corrose cioè:

ZIMOROE OΔΩPO.. Δ.. A....

TONKPMRI IP........ I.....

Zosimi Deo donum hoc Vas (sive)

hunc Cratcrem........»
Come ci informa Giuseppe Maria Capodieci, questo vaso battesimale si pensa che venne usato già dall'apeca religiosa del vescovo, poi divenuto santo, Marciano di Siracusa, il quale usava l'antico vaso greco per battezzare i fedeli: 
baptizabantur utem ab illo orantes in lavacro, quod ad hoc husque tempus in veneratione est»
Ma più avanti nel suo scritto è lo stesso Capodieci a esprimere perplessità sul fatto che il vaso fosse stato realmente utilizzato per battezzare in epoca apostolica, infatti egli dice che in quei tempi il battesimo cristiano avveniva immergendosi in alcune fonti d'acqua poste sul terreno alle quali si accedeva tramite dei gradini, per cui detto vaso non poteva essere all'epoca utilizzato per tale rito religioso. Scrive Maria Capodieci:
Resta comunque il fatto che tale Vaso, anche se vi sono dei dubbi sul periodo della sua iniziale funzione come fonte battesimale, è pur sempre un cimelio prezioso poiché di fattura molto antica e ha assunto nei secoli significato religioso in quanto antico simbolo battesimale. 
Nella cappella vi è poi una vetrata artistica che si trova dietro la fonte e raffigura "il battesimo di Gesù Cristo", opera dell'artista romano Eugenio Cisterna. Nelle pareti della cappella vi sono posti due preziosi mosaici anch'essi di epoca normanna, che un tempo decoravano l'abside e la cattedra episcopale della basilica normanna. Da questa cappella inoltre vi è una porta dalla quale si accede alle stanze del Palazzo Arcivescovile, comunicante con il Duomo, presso il quale si trova la stanza dove vi è l'esposizione del cosiddetto "Museo Luciano", ovvero un museo dedicato a Santa Lucia, siracusana e patrona di questa città, dove si trovano reliquie appartenute alla Santa (capi vestiari ad esempio), poi vi sono degli Ex voto donati dai devoti e molte rappresentazioni pittoriche e fotografiche delle periodiche feste a lei dedicate.

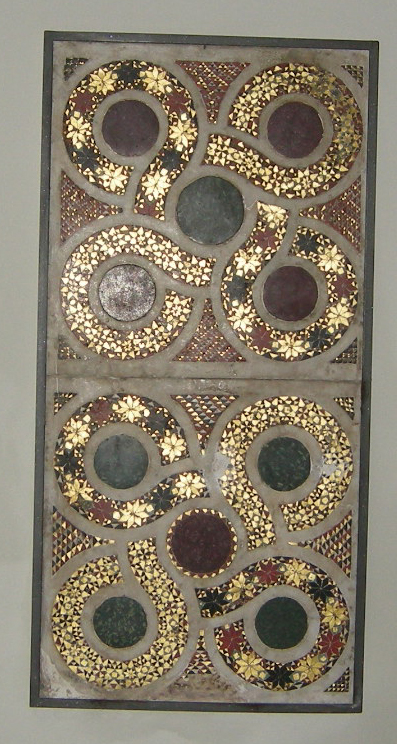
Mosaici di epoca normanna
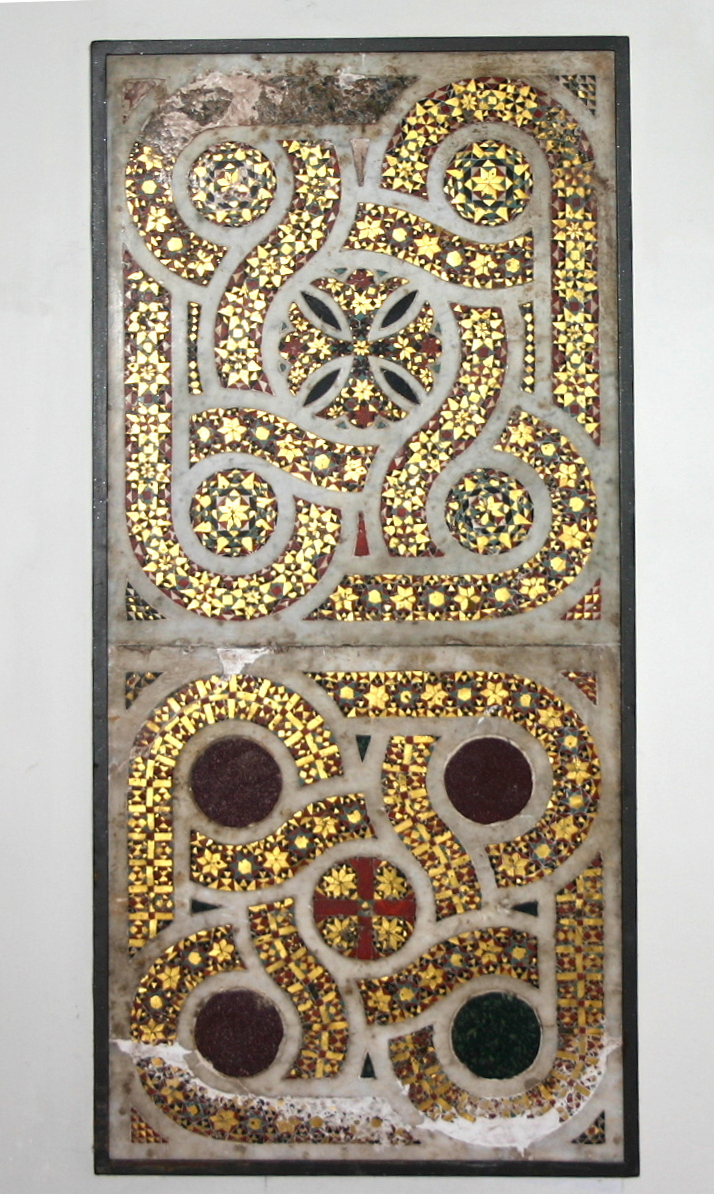
Mosaici di epoca normanna

##### Seconda cappella: di Santa Lucia

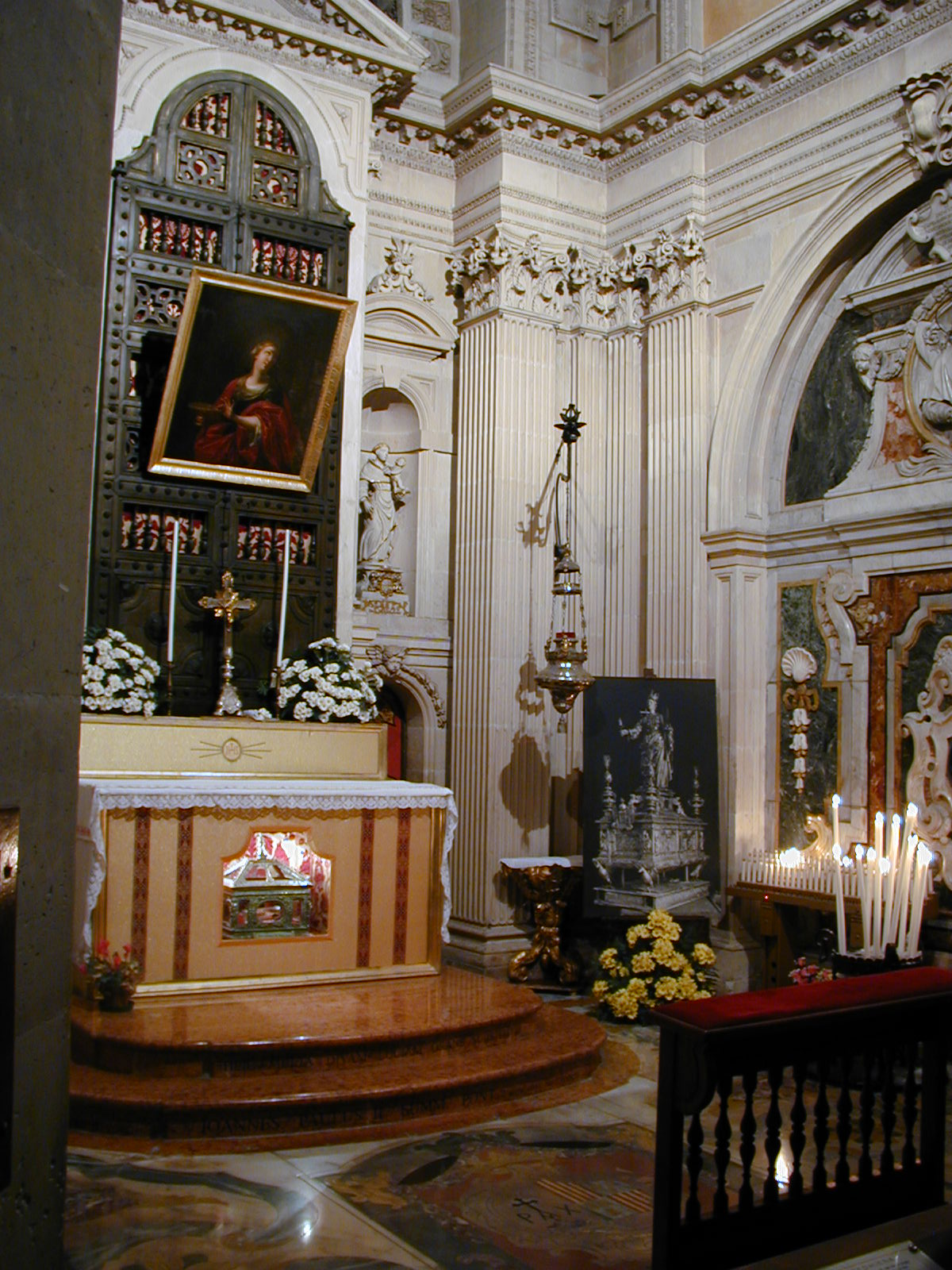
La cappella di Santa Lucia

La cappella di Santa Lucia è di grande significato per i siracusani, poiché in essa sono custoditi cimeli e ricordi della propria storia. Tale cappella fu progettata dall'architetto siracusano Pompeo Picherali, verso gli anni del settecento. Vi si accede tramite una lavorata inferriata di ferro battuto costruita dal fabbro, anch'esso siracusano, Pietro Spagnuolo. La forma della cappella è a pianta rettangolare con una cupola sul suffitto. Gli affreschi che decorano la cupola sono opera del pittore milanese Mario Albertella che vi lavorò nel 1926. Al centro della cappella vi è un altare composto da paliotto d'argento realizzato da Desio Fornò sui disegni di Mauro Troia (1750-1800). Dietro l'altare vi è posto un quadro olio su tela raffigurante la Vergine Lucia del XIII sec. di artista ignoto.
Alle spalle del quadro vi è una nicchia, nella quale vi è posto il prezioso simulacro argenteo di Santa Lucia, opera dello scultore palermitano Pietro Rizzo (1599-1600), mentre la cassa, anch'essa in argento, su cui poggia il simulacro, è attribuita a Nibilio Gagini, ed è decorata con bassorilievi che rappresentano le scene di vita della Santa. Il simulacro viene tenuto chiuso al sicuro dentro una custodia formata da due sportelli lignei e davanti ad essi un robusto cancello in ferro che la protegge, in quanto essa è considerata l'opera più preziosa del Duomo, e poiché un tempo venne rubata e poi ritrovata, da allora si sono prese misure più precauzionali. Una foto posta sul lato destro dell'altare consente di vedere la statua argentea della Santa in una raffigurazione della festività religiosa ad essa dedicata.

##### Simulacro d'argento di Santa Lucia
Questo simulacro è stato fabbricato a Palermo dai due argentieri prima citati. La cassa raffigura sei scene, divisi in pannelli, della vita della Santa: Lucia da Siracusa si spoglia dei suoi beni e li dona ai poveri; viene interrogata davanti al pretore romano Pascasio; risulta immune al supplizio del fuoco; avviene il prodigio dell'immobilità; prende la comunione;  il seppellimento della Santa.
La statua invece supera un po' le dimensioni dell'altezza naturale e rappresenta la Santa in movimento nell'atto di avanzare, tranquilla, con lo sguardo fiero verso il martirio. Le sue vesti hanno motivi floreali, il braccio destro è teso in avanti e la sua mano tiene un piatto con gli occhi, simbolo della vista, della luce. Al centro del piatto una fiamma scolpita dorata simboleggia la passione. La sua mano sinistra regge una palma e un giglio (in precedenza vi era anche un mazzo di rose), simbolo di fede e del martirio. Sulla gola un pugnale gemmato in lamine d'oro, poiché la Santa venne decapitata, e sulla testa una corona con otto cuspidi la cui estremità superiore è di forma lanceolata e in una di esse è incastonata una sardonica con incisa una porta turrita, l'antico stemma della città di Siracusa. La collana in smalto e la fibula alla vite sono doni preziosi fatti alla Santa da parte di cittadini devoti o benestanti. Sulla fibula sono incastonati dei preziosi ex voto. Il Senato della città donò al simulacreo quattro vasi in argento con fiori e spighe indorate che sono stati posti ai lati della cassa. Un trofeo argenteo eseguito da Vincenzo Catera nel 1850 è posto nel lato frontale della cassa; esso fu donato un militare e duca di Taormina ai militari di Siracusa, come segno di affetto e riconoscenza verso la Santa.

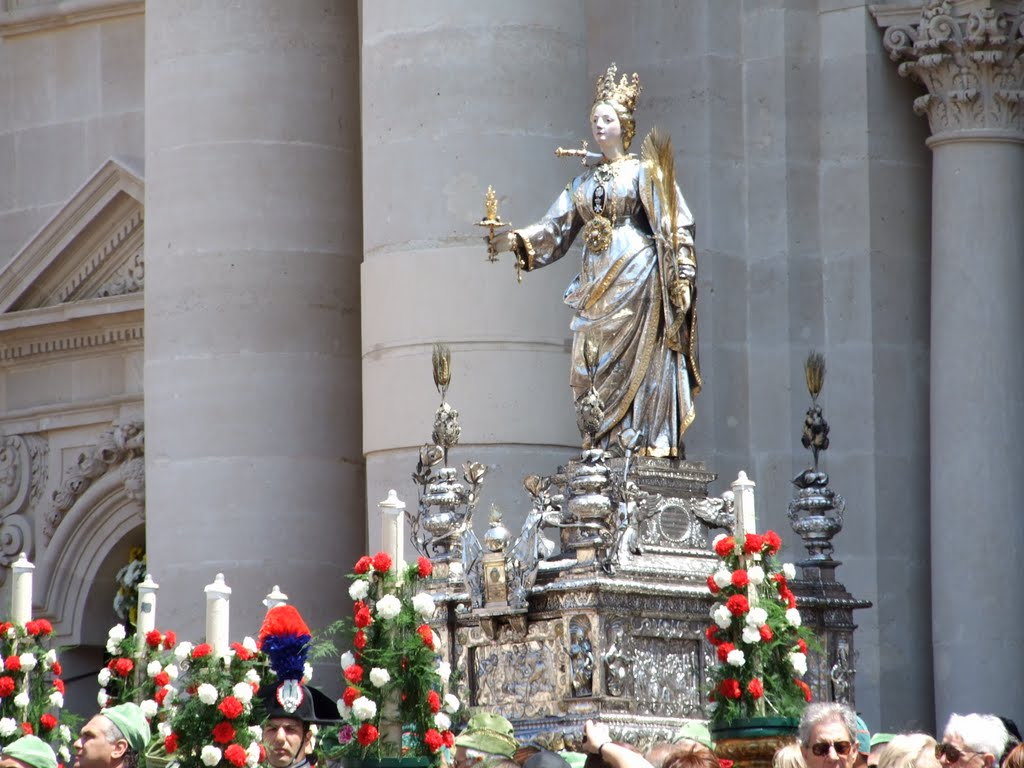
Il simulacro argenteo di Santa Lucia mentre esce dal Duomo di Siracusa per la festività religiosa

Ai lati dell'altare sono poste due statue in marmo bianco raffiguranti sant'Antonio abate e Santa Maria Immacolata, sono attribuite anch'esse a scultori della famiglia Gagini. Sotto l'altare vi è posta una reliquia appartenente a Santa Lucia. Frontalmente vi sono delle panche sulle quali i fedeli possono sedere per pregare o sostare all'interno della cappella luciana.
Nelle pareti laterali della cappella sono state poste le tombe dell'arcivescovo Requiesenz e degli esponenti della famiglia Bonanno - Landolina (nobili ed ecclesiastici siracusani). Sopra di essi vi sono delle formelle, medaglioni marmorei con i busti di Santa Lucia (a sinistra) e Sant'Eutichio (a destra), opera dello scultore Ignazio Marabitti che le scolpì nel 1711. A destra del pavimento vi è conservato un cimelio molto particolare, si tratta infatti di un'antica bomba da cannone inesplosa, si narra per miracolo, poiché essa era indirizzata al comandante austriaco assediato dagli spagnoli; Austria e Spagna combattevano per ottenere il controllo della città di Siracusa e ad un certo punto una bomba, quella bomba, finì sulla tavola da pranzo del comandante austriaco, il quale disperato fece voto a Santa Lucia promettendo che se la bomba non fosse esplosa egli avrebbe dichiarato Siracusa libera dagli austriaci. Così avvenne e così cessò la guerra per la città aretusea. Per questo motivo quel cimelio è conservato all'interno del Duomo.
Il pavimento della cappella è in marmo decorato con motivi floreali policromi, ad opera di Gian Battista Rodolico, lavorazione risalente al 1740.

##### Terza cappella: del Sacramento

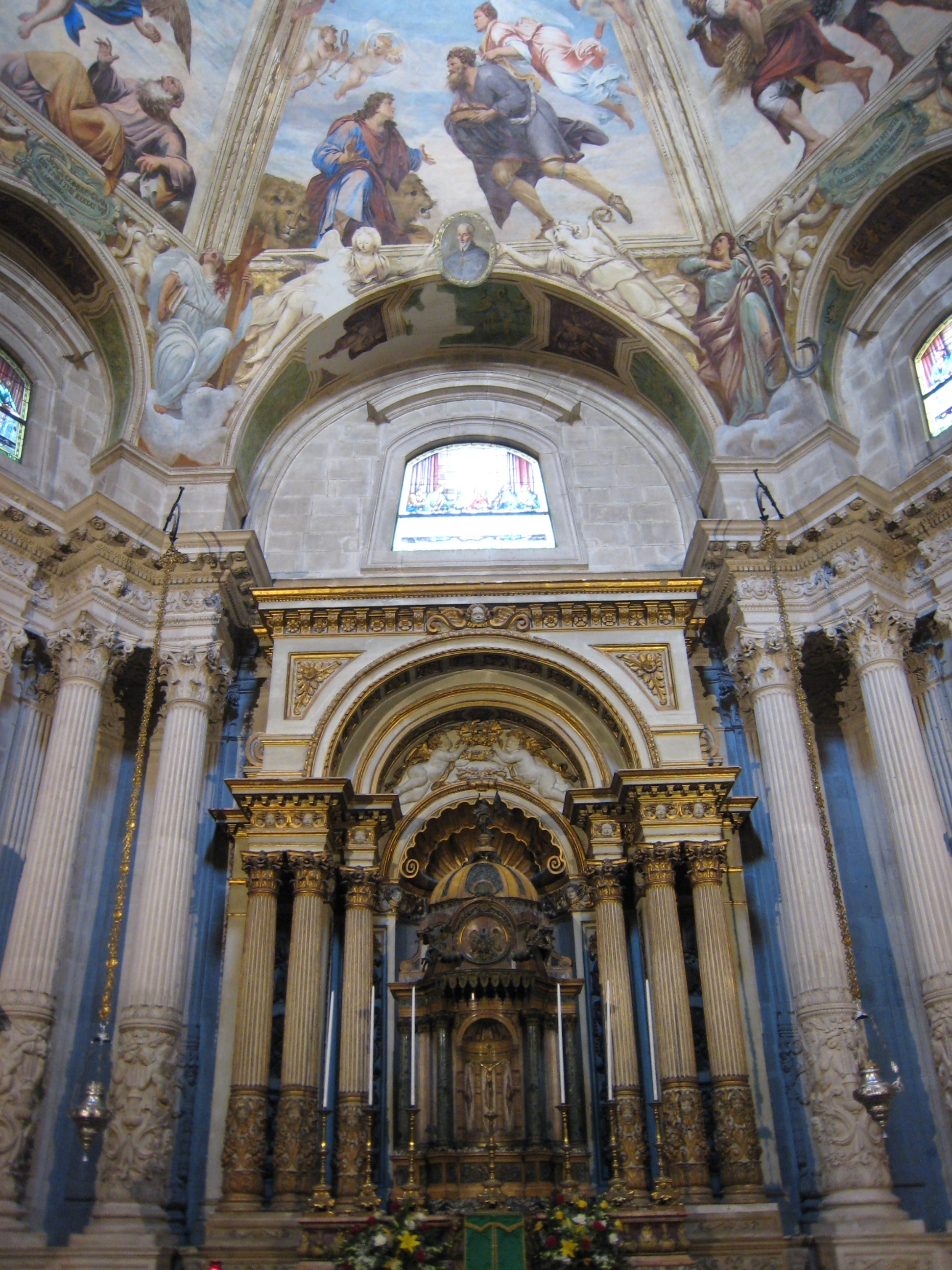
Finestre, cupola, affreschi e altare nella cappella del Sacramento

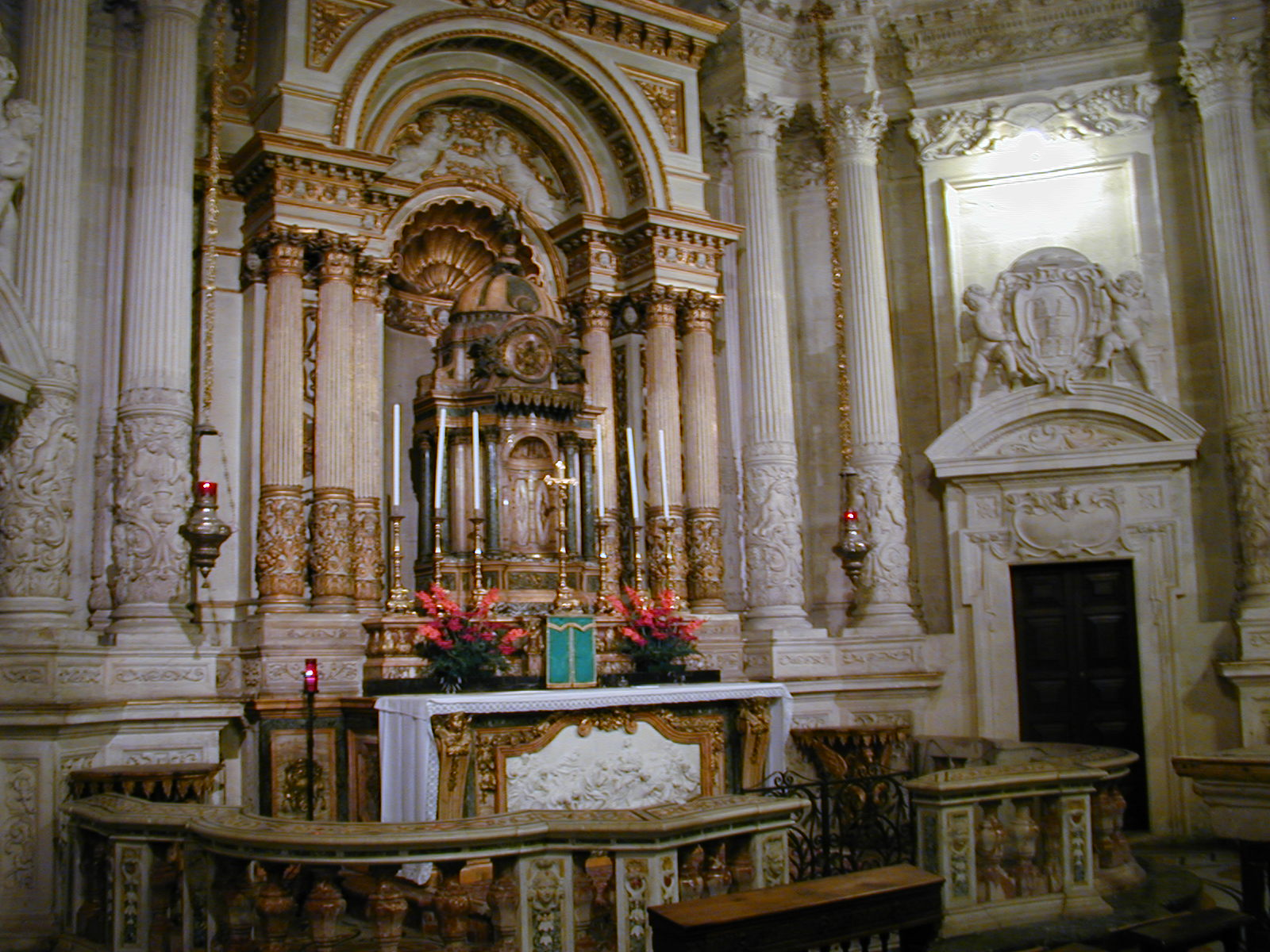
La cappella del Sacramento; visuale dell'altare

La terza cappella è quella consacrata al "Santissimo Sacramento", chiamata anche "cappella Torres", viene definita artisticamente e strutturalmente la più bella del Duomo, per via dei suoi affreschi sulla cupola e per via delle lavorate decorazioni architettoniche che la compongono.
Venne edificata nel 1616 dai fratelli Andrea e Giovanni Vermexio. La sua pianta è ottagonale e la sua caratteristica principale sono i bassorilievi murali che la circondano, composti da colonne in stile corinzio ornate da numerose rifiniture dorate. In stile barocco, il centro della cappella presenta un tabernacolo (o ciborio) in legno dorato a forma di piccolo tempio, opera dell'architetto pittore napoletano Luigi Vanvitelli, noto per essere stato colui che progettò la Reggia di Caserta a Napoli. Ai lati dell'altare vi sono due portali, circondati da elaborate decorazioni scultoree, che conducono alla Sagrestia del Duomo.
Al centro dell'altare vi è scolpito un paliotto marmoreo, opera dello scultore fiorentino Filippo Valle che vi lavorò nel 1762 e che raffigura l'Ultima Cena di Gesù. La balaustra marmorea e la decorazione artistica del pavimento sono opera del palermitano Ignazio Marabitti e del napoletano Giovan Battista Marino, il contratto dei lavori venne loro fatto dall'architetto siracusano Pompeo Picherali che, ormai in età avanzata, ammirava i lavori del giovane Marabitti e affidò loro l'opera nel 1746. Il pavimento della cappella si pensa sia opera degli stessi due scultori sopra citati, ma ci si affida all'intuizione per l'attribuzione poiché nessun documento al riguardo è stato trovato, però osservando la somiglianza e la simile armonia che vi è con la balaustra, si è dunque dedotta questa teoria.
Nella cappella, sul lato sinistro, vi è il Sepolcro dell'Arcivescovo Luigi Bignami, struttura scolpita dallo scultore catanese Sebastiano Agati. Sempre lateralmente vi è nella cappella anche una pregiata statua raffigurante la Madonna del Rosario, opera di artisti ignoti, la statua è posta su un piccolo altare, posata su una cavità la quale è circondata da due slanciate colonne marmoree in stile corinzio che danno sul grigio-verde e sopra di esse vi si trova un lavorato timpano con al centro dei bassorilievi scolpiti. Tre cartaglorie furono opera dell'argentiere romano Giuseppe Veladier (1791. Gli incensieri e la navetta furono opera dell'argentiere Lorenzo Petronelli e altri arredi sempre in argento furono invece opera dei fratelli siracusani Chindemi. Informa nei suoi studi riguardo alle argenterie della cappella, e alle relazioni con la scuola di argenteria romana, il siracusano (di Canicattini Bagni) Giuseppe Agnello:
(Giuseppe Agnello, Il SS. Sacramento dell'arte. Le argenterie della Cattedrale di Siracusa, estratto di “Vita Nostra”, 1940 XVIII, marzo 1940, pp. 5-6.)
Le cancellate in ferro battuto con i simboli eucaristici che si trovano tra le colonne doriche e l'ingresso della cappella furono lavorate dal catanese Domenico Ruggeri sui disegni di Alessandro Campo nel 1807-1811. La cappella viene detta anche "Torres" poiché fu il vescovo spagnolo di Siracusa, Juan de Torres Osorio, che volle la sua costruzione ed edificazione, per questo la cappella, oltre che al sacramento al quale è stata dedicata, porta anche il suo nome.
Come abbiamo potuto vedere a questa cappella vi lavorarono numerosi artisti e artigiani provenienti da più luoghi, alcuni dei quali parteciparono anche alla ricostruzione di Siracusa post-terremoto seicentesco. Tra gli altri nomi si citano quelli dei capimastri delle Regie Fabbriche, Antonio Greco, Cosimo Russo e Giuseppe Guido e poi ancora gli scultori maltesi Michele Casanova e Marcello Gaffar

##### Affreschi della cappella del Sacramento
La cappella del Sacramento è nota soprattutto per i suoi affreschi pittorici. La cupola fu infatti dipinta per opera dell'artista messinese Agostino Scilla, il quale vi lasciò qui delle figure che ancor oggi vengono apprezzate e descritte. La cupola è composta da cinque vani, ognuno dei quali presenta una scena biblica riguardante l'Antico Testamento.
- Affresco primo: vi è raffigurato il re David che riceve il pane santificato dal sacerdote Achimelech.
- Affresco secondo: vi è raffigurato un angelo che offre del pane e dell'acqua al profeta Elia;
- Affresco terzo: vi è raffigurato Daniele nella fossa dei leoni che riceve il pane dal profeta Abacuc indotto da un angelo.
- Affresco quarto: vi sono raffigurati due esploratori israeliti che portano un mazzo di spighe ed un tralcio di vite con un grosso grappolo d'uva nera.
- Affresco quinto: vi è raffigurato Mosè che assieme ad altri raccoglie la manna piovuta dal cielo.

Oltre ciò nel vano centrale della cupola, nella parte inferiore, vi è l'ovale raffigurante il vescovo Torres, fondatore della cappella del Sacramento.

##### Quarta cappella: del Santissimo Crocifisso

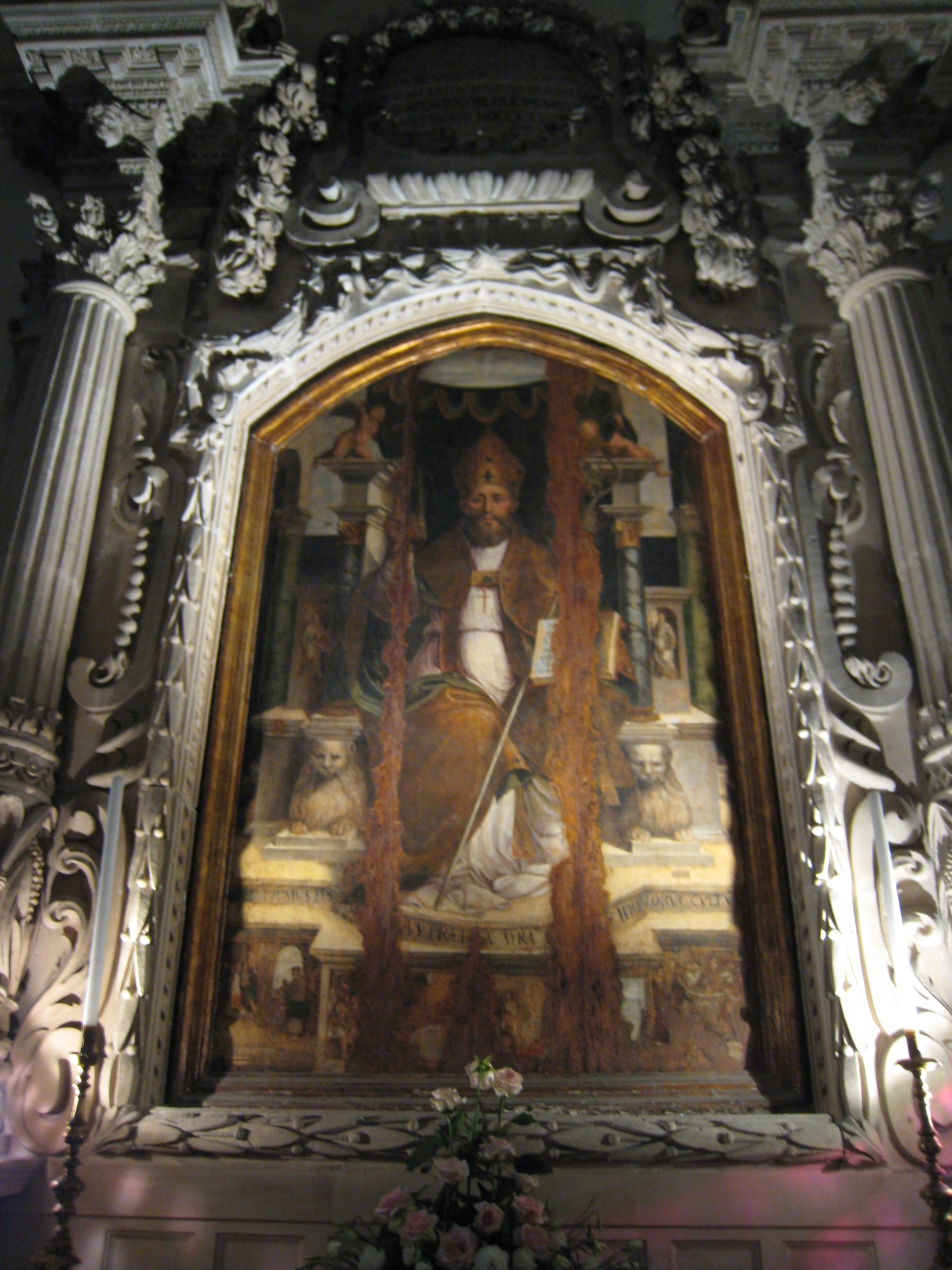
Il dipinto di scuola antonelliana raffigurante San Marziano nella cappella del Santissimo Crocifisso.

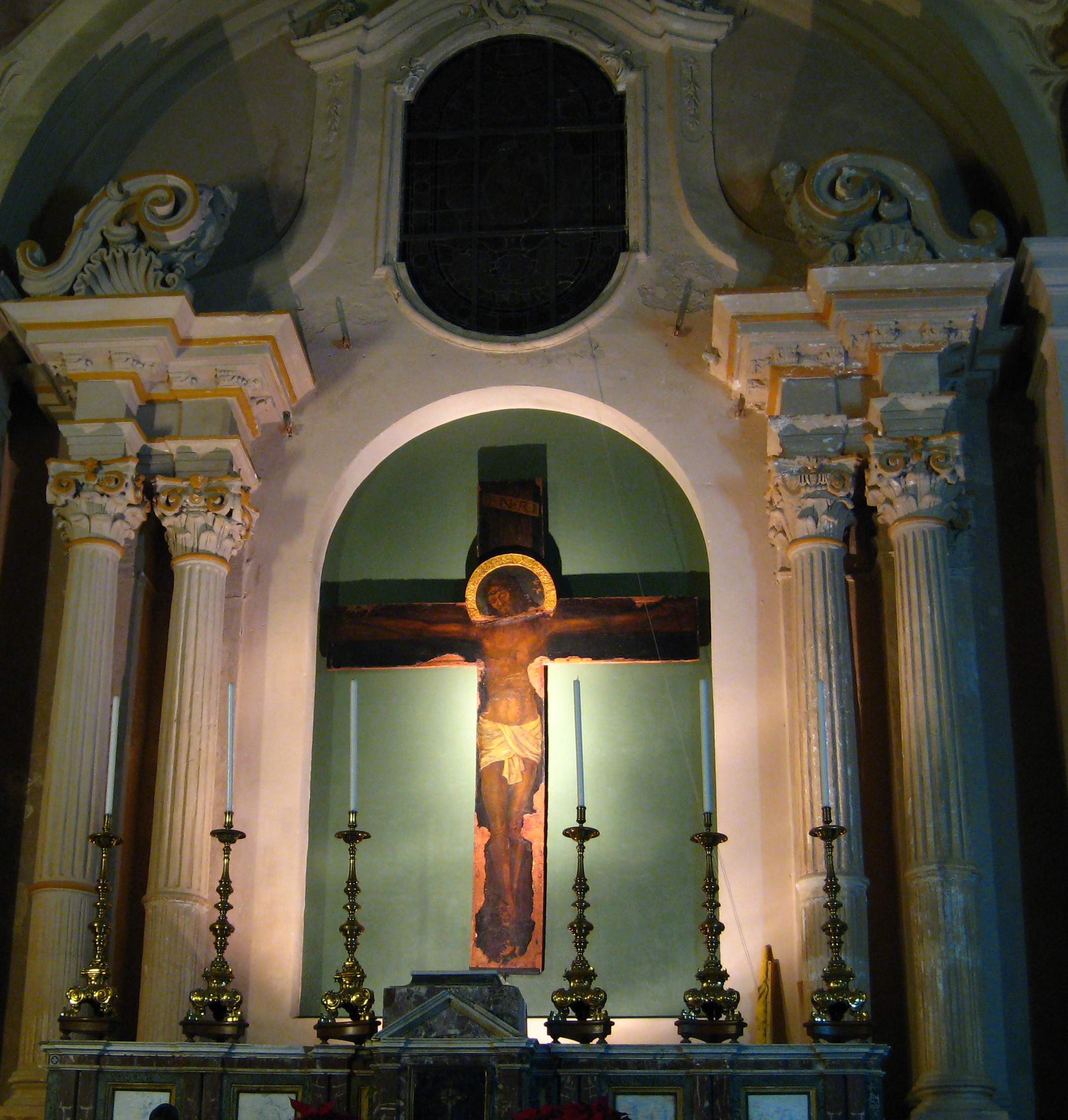
Il crocifisso di epoca medievale posto sull'altare maggiore della cappella del Santissimo Crocifisso.

L'ultima cappella è dedicata al Santissimo Crocifisso ed è situata sul finire della navata destra. Venne edificata nel 1691 per volere dell'arcivescovo Giuseppe Fortezza. Questa cappella è divisa dal resto della cattedrale poiché per la sua edificazione vennero distrutte le ultime tre colonne del pronao del tempio greco e dunque costituisce nel perimetro una chiesa a sé. Due anni dopo la sua costruzione avvenne il terribile terremoto che distrusse gran parte della Sicilia orientale, per cui molte parti della cattedrale vennero ricostruite tra cui anche la scritta incisa sull'ingresso di questa cappella.
La sua pavimentazione con motivi geometrica risale al 1885 ed è caratterizzata da marmo bianco e nero che vanno a formare una figura di scacchiera. La cappella presenta tre altari che furono consacrati nel seguente ordine: il maggiore al Santissimo Crocefisso; l'altare di sinistra a San Marziano e l'altare di destra all'Immacolata.
Nei due altari laterali sono state aperte due nicchie dedicate una alla Madre degli Abbandonati e l'altra per l'Addolorata, vi si collocarono le rispettive statue scolpite nel 1858. Negli anni successivi cambiò poi la consacrazione dei due altari laterali e dunque vennero consacrati: quello di sinistra a San Zosimo e quello di destra a San Marziano. Caratterizzati entrambi da due grandi tele attribuite la prima, quattrocentesca, ad Antonello da Messina e la seconda alla scuola antonelliana. Sotto la mensa dei due altari vi si trovano due urne racchiudenti i corpi dei martiri San Benedetto e Santa Vittoria, presi entrambi dalle catacombe di San Callisto a Roma. Nelle pareti della cappella sono collocate le lapidi sepolcrali e monumenti funerari del vescovo Ettore Baranzini e arcivescovo Giacomo Carabelli. Il vescovo Baranzini fu noto alla popolazione dell'epoca poiché nel periodo della sua guida all'arcidiocesi siracusana, avvenne la celebre "Lacrimazione della Madonnina" nel 1953. Il suo monumento, scolpito in bronzo dallo scultore rosilinese Biagio Poidomani, raffigura la scena di quell'evento. Il monumento dell'arcivescovo Carabelli venne invece scolpito dal siracusano Pasquale Sgandurra.
Al centro della Cappella, sul pavimento, vi è una lapide che copre un ossario dentro il quale sono sepolti i vescovi, i preti e i seminaristi vissuti nei secoli precedenti al 1700. Sempre la medesima cappella contiene anche le reliquie gentilizie di altri arcivescovi e nobili siracusani.
L'Altare Maggiore è invece composto da quattro colonne in stile corinzie, divise due per lato, le quali sorreggono un timpano spezzato che reca al centro una vetrata artistica. L'elemento che caratterizza l'altare maggiore è un grande crocifisso bizantino posto al centro, il quale proveniente dalla Chiesa siracusana di San Giovanni alle Catacombe. La volta in gesso fu fatta costruire dal vescovo Alagona nel 1778 e presenta affreschi con figure di Santi. In precedenza nel coro vi erano tredici pannelli, di scuola antonelliana, con figure di Cristo ed apostoli, che sono poi state rimosse per timore di furto, oggi vengono dunque custodite. L'altare maggiore della cappella subì un trasloco, infatti nel 1885 Monsignor Alagona decise di restaurare e abbellire la cappella del Santissimo Crocifisso e vi tolse l'antico altare maggiore trasferendolo nella ex cattedrale di San Giovanni fuori le mura, e lo sostituì con l'altare maggiore che vi era nella cappella dell'antico Seminario di Chierici.
L'abside della Cappella mostra affreschi d'Angeli del Paradiso, di firma ignota. Attraverso un'apertura sulla parete sinistra sull'altare maggiore si passa nella sagrestia dove sono custoditi 16 stalli lignei del sec. XVIII per la custodia delle suppellettili sacre.
Dall'ultima cappella, attraverso un'apertura sulla parete sinistra posta sull'altare maggiore, si passa nella sagrestia, presso la quale sono custoditi 16 stalli lignei del XVIII secolo. La stanza è decorata con diversi affreschi settecenteschi ad opera del pittore Giuseppe Crestadoro, autore di numerose pitture in altri luoghi sacri della provincia siracusana (Palazzolo Acreide, Buscemi, Buccheri, Sortino).

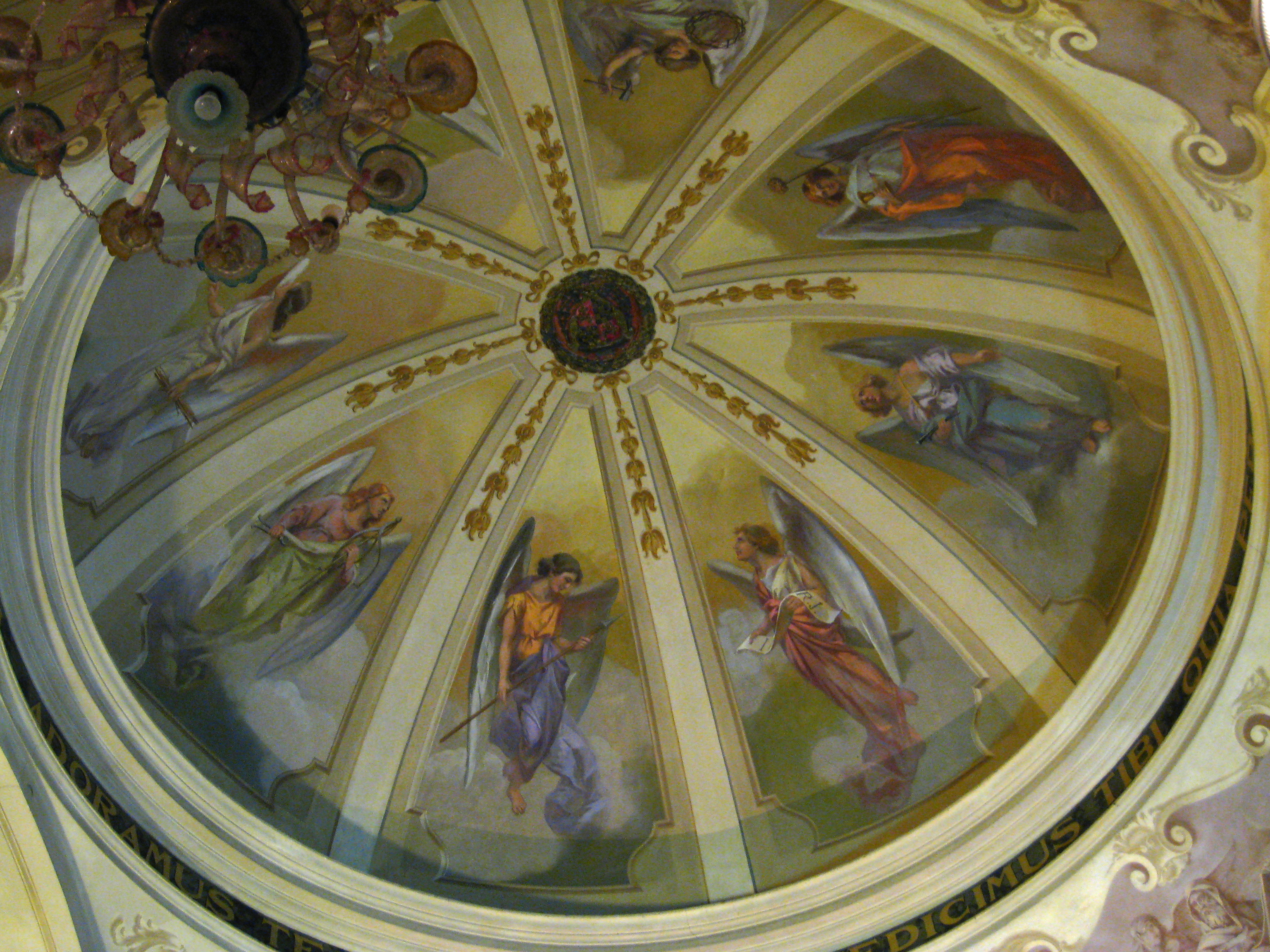
Cupola della cappella del Santissimo Crocifisso

Infine, dalla sagrestia si ha accesso alle stanze del tesoro del Duomo, o Museo del Duomo, presso il quale sono conservati oggetti sacri di grande valore. L'architettura di queste stanze è opera dei fratelli siracusani Chindemi.